# История Костромы
Кострома — древний русский город, имеющий богатую, насыщенную событиями историю.

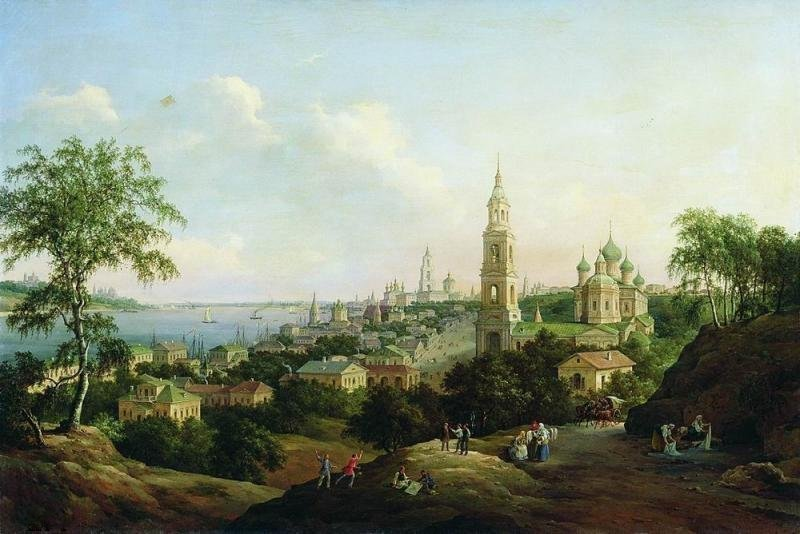
Н. Г. Чернецов «Кострома» (1862).
Холст, масло. 102 x 151 см.
Харьковский художественный музей

## Предыстория
Археологические раскопки в центре современного города выявили разрозненные находки фатьяновских топоров — вероятно, они происходят из разрушенного могильника бронзового века. Найдена лепная керамика середины — второй половины I тысячелетия (то есть периода, предшествующего славянской колонизации), указывающая на селище финно-угров.

## Основание города
Датой основания Костромы официально считается 1152 год. Эту дату предложил историк В. Н. Татищев, связав это событие с деятельностью Юрия Долгорукого на северо-востоке Руси:

Великий князь Юрий Владимирович Долгорукий, лишившись Киевского княжения, основал престол в Белой Руси (…) Потом зачал строить во области своей многие грады: Юриев поле, Перяславль у Клюшина озера, Владимир на Клязьме, Кострому, Ярославль и другие многие грады теми же имяны, как в Руси суть, хотя тем утолить печаль свою, что лишился великого княжения русского.— Татищев В. Н. История Российская
Достоверных указаний на это нет, равно как не имеет научной поддержки и гипотеза, согласно которой Кострома была основана существенно раньше, в середине IX века, в виде городка со смешанным славяно-мерянским населением. Ряд исследователей считали, что в древние времена существовало поселение на правом берегу Волги, на территории городища убывшего села Городище, а торгово-ремесленный посад на левом берегу появился в XI—XII в., на высоком берегу притока Волги — реки Сулы. Однако в результате археологических исследований А. В. Новикова установлено, что на территории Городища нет культурного слоя близкого по времени, в средневековье правый берег заселяется не ранее XVI в.
То что река, ещё недавно протекавшая по территории города, названа южным именем Сула (приток Днепра), подтверждает факт того, что перенесение южных географических названий в Суздальскую Залесскую сторону являлось характерной чертой строительной деятельности сына Мономаха Юрия Долгорукого.
Раскопками выявлен культурный слой XII века толщиной 2,5 метра, а также курганный могильник языческих времён. Сам детинец оказался типичной русской крепостью домонгольского облика, площадью чуть более гектара. Находки на памятнике представлены древнерусскими украшениями (фрагменты стеклянных браслетов, стеклянные бусы, медные ювелирные изделия, шиферные кресты), инструментарием ремесленников (железные кочедыки, ювелирные щипцы с плоскими и Г-образными губами, железные долота и зубила), сельскохозяйственным инвентарём (лемех плуга, серпы), хозяйственным инвентарём (шиферные пряслица, фрагменты медных котлов, овально-вытянутые и прямоугольные кресала, ножи, навесные замки и ключи, каменные оселки), вооружением (наконечники стрел), инструментами для письма (железные писала), глиняными игрушками, фрагментами древнерусской и русской керамики (XIII—XVIII вв.).
В настоящее время на месте месторасположения древнейшего детинца (перекрёсток Пятницкой ул. и ул. Островского) установлен памятный знак с упоминанием Юрия Долгорукого, как предполагаемого основателя Костромы.
Расположение укреплённого города вблизи впадения реки Костромы в Волгу обеспечивало контроль над волжским путём и путём на север по реке Костроме, а также над соляными источниками, которыми богаты окрестности города.

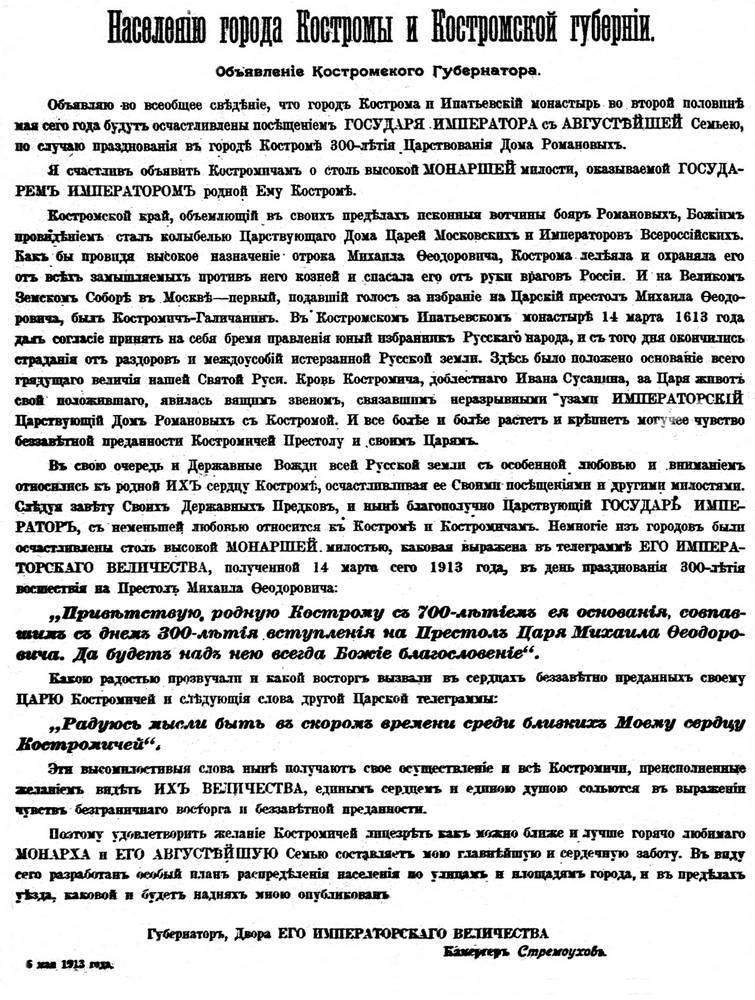
Объявление Стремоухова П. П.

Датой основания можно считать 1213 год. Согласно объявлению губернатора Стремоухова П. П., со слов Николая II, в 1913 году Кострома праздновала юбилей в 700 лет, который совпал с 300-летием дома Романовых.
В конце 1230-х годов, по указу великого князя Ярослава Всеволодовича в районе реки Сулы (левый приток реки Костромы) был возведена крепость.

## Происхождение названия

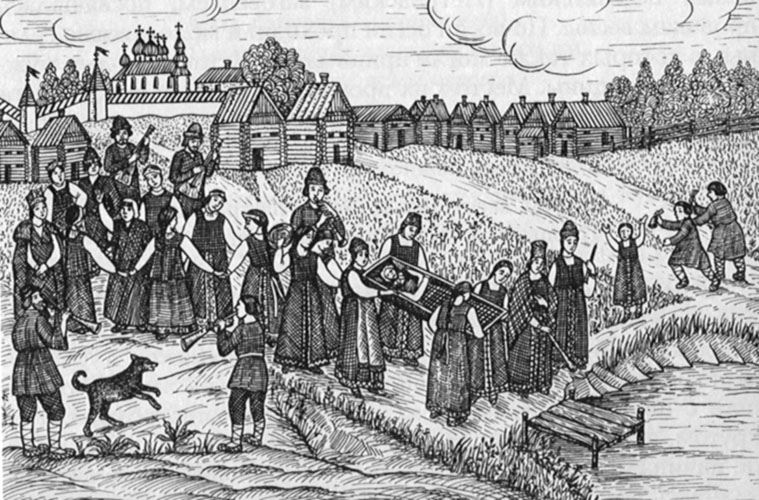
Похороны Костромы. Рисунок с лубка. XIX век

Не существует единого научно обоснованного взгляда на происхождение названия города. В историографии существует две основные точки зрения: первая — это гидроним, образованный от названия реки, на которой он стоит, вторая — его название происходит от имени языческого божества.
«Костра́» (или «костри́ка») в восточнославянских диалектах обозначает части стеблей прядильных растений, в частности льна, являвшегося одним из основ экономики Костромского края. В словаре Фасмера этот топоним связывается со славянским божеством, символ которого, соломенную куклу, символически сжигали на масленицу («похороны Костромы») (версия И. В. Миловидова).
Существует также версия дорусского финно-угорского происхождения названия реки (как и соседние Толшма, Тотьма, Вохтома и др.). Однако выделение форманта -ма в ряде случаев спорно, а основа костр- нетипична для дорусской гидронимии этого края. Поэтому название реки — более поздний русифицированный вариант. Возможно, первоначальное название реки было несколько иным, хотя и очень похожим. Во время славянского заселения в IX—X вв. оно было искажено так, что стало полностью совпадать с именем древней языческой богини.
На первых русскоязычных картах Российской империи XVIII в. изданных Императорской академией наук, например на Генеральной карте Российской империи 1745 года, город Кострома расположен на реке Вассея. Что делает более вероятным обратное: река впоследствии получила имя города в её устье.
Первым из историков (издание 1840 года) версию о происхождении названия города высказал князь А. Д. Козловский. Отталкиваясь от латинского слова «каструм» (укреплённое место, крепость), наиболее вероятным он считал происхождение названия «от города Костра, бывшего в Ливонии, недалеко от Юрьева (ныне Дерпта), или замка Кострума, где после построен город Ревель». Интересно, что в Каталонском атласе 1375 года словом «Castrama» назван город на Волге неподалёку от устья Камы, что соответствует местонахождению Казани. И этот факт позволяет историкам предполагать, что первоначально Казань могла носить название Керман, то есть «крепость».
Столь же ненаучной признана и гипотеза виднейшего историка костромского края протоиерея Михаила Диева (1794—1866), поддержанная одним из основателей Московского археологического общества А. С. Уваровым, о том, название Кострома произошло слиянием корней двух языков: т. н. элтонского языка в котором слова «костр, кострыга» обозначали город, и мордовского мас (красивый), то есть красивый город.

## Княжеский период

Границы русских земель в 1237 г.

Первое летописное упоминание о существовании Костромы относится к 1213 году, оно связано с распрями между сыновьями великого князя владимирского Всеволода Большое Гнездо. В этом году ростовский князь Константин сжёг принадлежавшую ему Кострому, которая поддержала его брата — владимирского князя Юрия, и отвёл пленных жителей города в удельный Ростов: «и пожже ю всю, а люди изымаша». После победы Константин в 1216—1217 году передал Кострому в удел своему малолетнему сыну Василию.
Достоверно неизвестна судьба Костромы во время нашествия Батыя в 1238 году: захватчики «попленили все на Волге до Галича Мерьского».

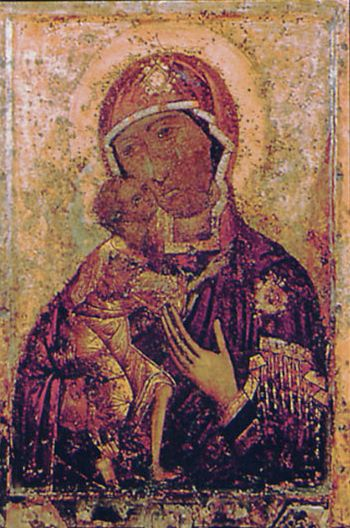
Феодоровская икона Божией Матери

После 1239 года Кострома была восстановлена великим князем владимирским Ярославом Всеволодовичем, построившим в городе деревянную церковь в честь святого Феодора Стратилата, имя которого он носил в крещении. В 1246 году город перешёл в удельное владение малолетнего младшего сына Ярослава Всеволодовича — Василия. В этом же году Кострома становится столицей Костромского удельного княжества, которое выделилось из состава Владимиро-Суздальской Руси.
В 1272 году Василий Ярославич стал великим князем владимирским — главой всех удельных княжеств Северо-Восточной Руси. Он не поехал в стольный Владимир, а остался в удельной Костроме, тем самым сделав город столицей Северо-Восточной Руси до своей кончины в 1276 году. С именем этого князя связано важное событие: обретение главной костромской православной святыни — иконы Феодоровской Божией Матери 16 августа 1263 года (по другой распространённой версии икона была обретена легендарным князем Василием Квашнёй 16 августа 1239 г.). Икона получила название «Феодоровской», поскольку была поставлена в соборном храме Феодора Стратилата. На месте, где князь нашёл икону, основали Спасо-Запрудненский монастырь (от него ныне осталась церковь Спаса на Запрудне, 1751 г.). По преданию, икона чудесным образом помогла костромичам одержать победу в битве с ордынцами при Святом озере (1262(?) г.).

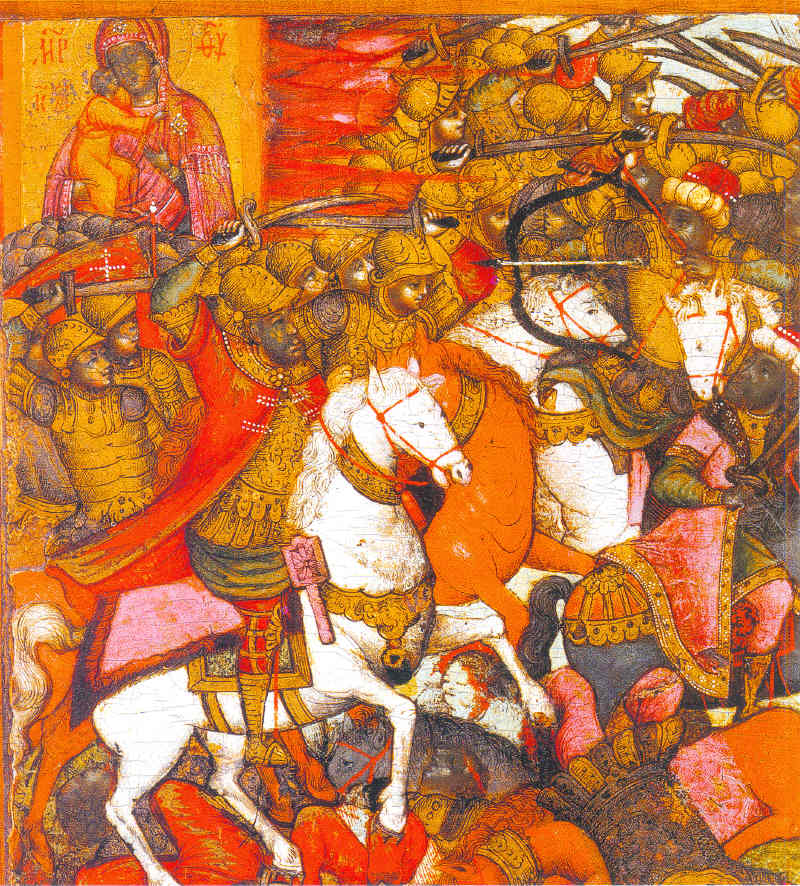
Чудо в битве у Святого озера (фрагмент Феодоровской иконы со сказанием; 1680-е гг., Кострома)

После смерти Василия Ярославича (1276 г.), Кострома вновь стала частью Владимирской великокняжеской территории, перейдя к племяннику, переяславскому князю Дмитрию Александровичу, занявшему великокняжеский престол. Тот уступил её в 1293 году брату Андрею, а Андрей, в свою очередь, — младшему сыну Борису (сконч. в 1303 г.). До середины XIV в. обладание Костромой, как видно из летописных известий и официальных документов, соединялось с великокняжеским достоинством. Юрий Даниилович, князь московский и Михаил Ярославич, князь тверской, отправляясь в Орду за великокняжеским ярлыком, стремились предварительно занять Кострому.
В XIII—XIV веках вокруг Костромы возникают укреплённые монастыри, защищавшие подступы к городу: Ипатьевский и Николо-Бабаевский. Концом XIV века (40-е — 70-е годы) датируется четвёртая московская берестяная грамота, в которой упоминается Кострома: «Поехали мы, господин, на Кострому. Юрий с матерью нас, господин, завернул назад. А взял себе с матерью 15 бел; да взял 3 белы; потом, господин, взял 20 [бел] да полтину».

## В составе Русского государства (XIV—XVI вв.)

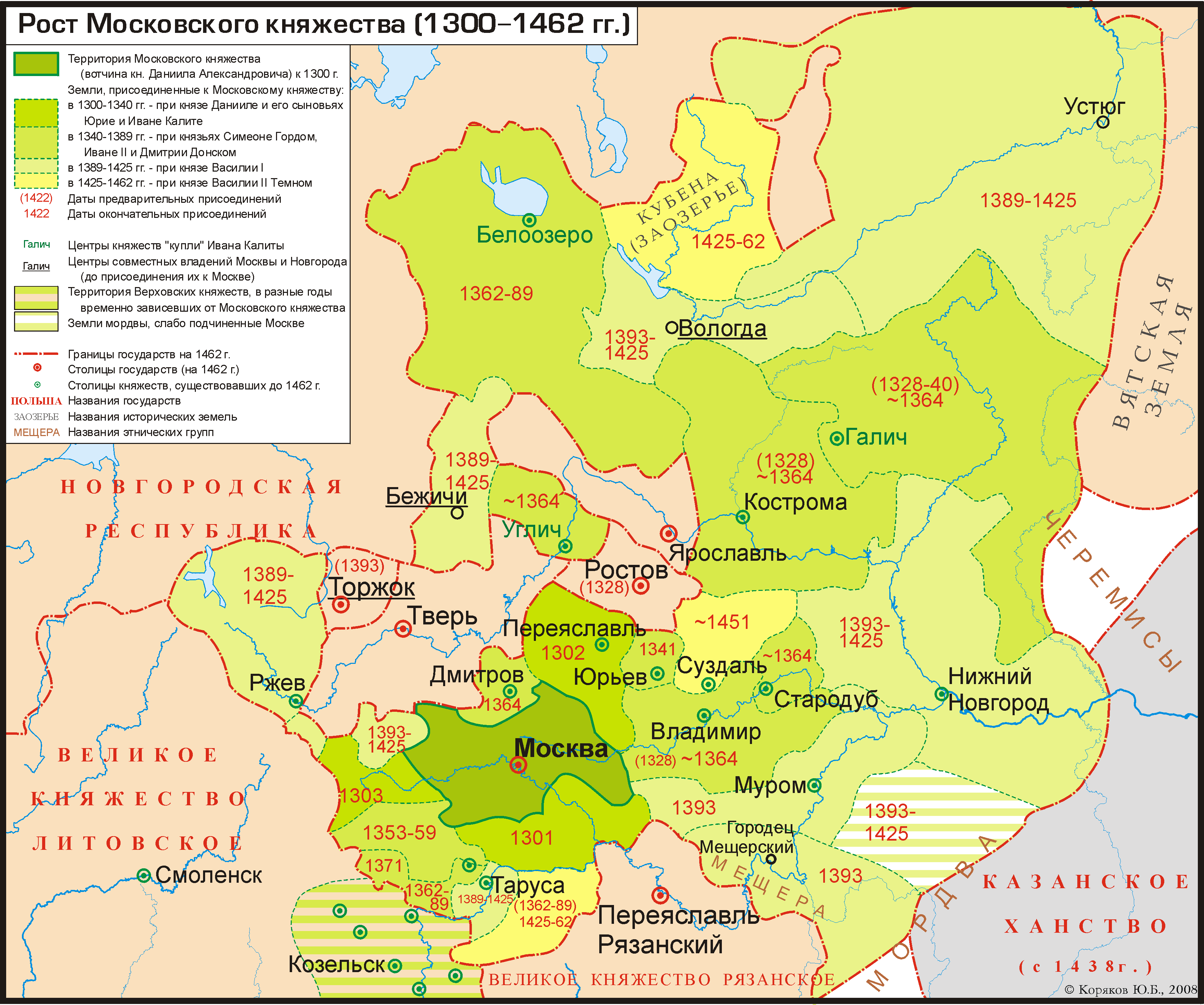
Расширение Московского княжества в 1300—1462 гг.

Включение костромских земель в состав Московского княжества не сопровождалось драматичными событиями. В 1330-е гг. Иван Калита в 1338 году приобретает в Орде ярлык на Кострому, а позже — и на все великое владимирское княжение. Он также начал скупать земли вокруг Костромы, усиливая влияние Москвы: так, в 1340 году приобретён город Галич и несколько сёл. Окончательно Кострома вошла в состав Московского княжества в правление его сына Ивана Красного, с тех пор её история неотделима от развития и культуры общерусского государства. Город становится форпостом Москвы на Волге, здесь строится новый дубовый кремль, окружённый рвами. Кострома управлялась назначенными Москвой воеводами. На Куликово поле костромичи вышли под предводительством воеводы Ивана Родионовича Квашни и храбро бились с врагом, за что особо были отмечены в летописи.
Великие московские князья считали этот город надёжным местом в ненадёжное время: в 1382 году в Костроме от Тохтамыша укрывался Дмитрий Донской, а в 1409 году от Едигея — Василий Дмитриевич.
Местоположение Костромы в устье Сулы на левом берегу Волги сказывалось на её развитии. В XIV в. город разрастается за счёт переселенцев из Смоленского, Тверского и Рязанского княжеств. Город очень страдал от грабительских набегов новгородских ушкуйников (1371 и 1375 гг.) и отрядов казанских татар, не раз внезапно нападавших на Кострому, грабивших и сжигавших её посады. После опустошительного пожара 1413 года город отстраивается на новом возвышенном месте ниже по течению Волги. В 1416 году по приказу Василия Дмитриевича там строится деревянная крепость, а место становится известным как Костромской кремль. Именно там был выстроено первое в городе каменное здание — Успенский собор.
В первой половине XV в. Кострома вместе с Галичем становится центром борьбы между московским князем Василием II Тёмным и сыновьями Юрия Звенигородского, Дмитрием Шемякой и Василием Косым, претендовавшими на великое московское княжение.
В XV в. усиливается натиск со стороны Казанского ханства: уже в 1429 году город разорён татарским отрядом, а в 1467 году летописи фиксируют победу костромского воеводы Ивана Стриги-Оболенского. Разорительные набеги крупных отрядов казанцев повторились в 1537—1540 гг. Для защиты от них вокруг Костромы были построены новые опорные пункты — Буй (1536) и Кадый (1546). Для борьбы с вторгшимися казанцами костромской воевода Захарий Яковлев выступил в октябре 1549 года с полком из Костромы к Галичу:

В 1549 м году казанския ж татара под предводительством Арапа Богатыря напали на Галицкия места, но костромской наместник Захарий Яковлев застав их у речки Юзовки побил на голову.— И.К. Васьков «Описание Костромскаго наместничества вообще» (1792))
Около 1468 года город посетил Афанасий Никитин, упомянувший его в своих путевых записках «Хожение за три моря».
Во время подготовки второго похода на Казань (1549—1550) полк правой руки действующей русской армии под командой князя А. Б. Горбатого и угличского князя В. С. Серебряного формировался в Костроме. В походе Ивана Грозного на Казань в 1552 году костромской отряд под командованием князя Серебряного немало отличился при штурме.

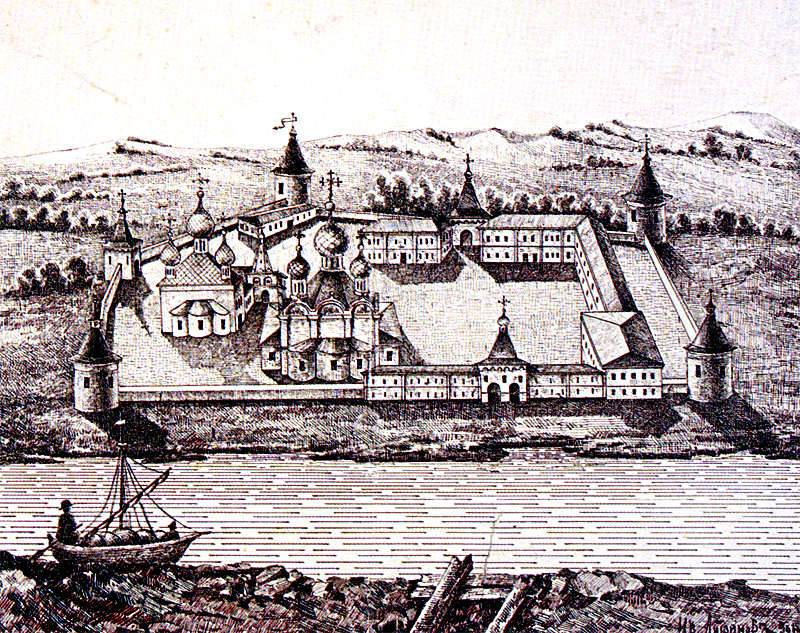
Ипатьевский монастырь около 1613 года. Гравюра XIX в. по описанию XVII в.

Со второй половины XVI века история Костромы тесно связана с возвышением богатого боярского рода Годуновых, бывших крупными владельцами костромских земель и реальными хозяевами города. Его представители становятся ктиторами близлежащего Ипатьевского монастыря, внося щедрые пожертвования, передавая земли и одновременно превращая его в первоклассную крепость. На средства Дмитрия Ивановича Годунова, дяди будущего царя Бориса Годунова вокруг монастыря были возведены каменные стены с шестью башнями, заложен Троицкий собор, построены жилые корпуса. На территории монастыря расположена усыпальница этого древнего и знаменитого боярского рода, в том числе могилы отца и матери Бориса Годунова.
В 1565 году, когда царь Иван Грозный разделил Русское государство на опричнину и земщину, город вошёл в состав последней и относился к ней до февраля 1567 года.

## Кострома в Смутное время (1601—1613)
Относительная удалённость от Москвы привела к тому, что в период наступившей политической и экономической нестабильности государства московское дворянство стало устраивать в костромском кремле т. н. «осадные дворы» (небольшие хоромы внутри укреплённого детинца, чтобы прятаться в дни смут, но не жить там). Всего в кремле было 191 двор. Осадный двор возле Успенского собора был и у матери малолетнего Михаила Романова, инокини Марфы. Монастыри владели семью осадными дворами.
В годы Смуты Кострома была захвачена отрядами Тушинского вора, более того архимандрит Ипатьевского монастыря Феодосий и игумен Богоявленского монастыря Арсений в октябре 1608 года отправились в Тушино, где и принесли присягу Лжедмитрию II.
«Тушинцы» приступили к массированному грабежу земель и городов, и восстановили против себя население. В ноябре 1608 года восстал Галич, в декабре началось восстание в самой Костроме. Для подавления возмущения в Кострому были отправлен отряд Лжедмитрия II во главе с А. Лисовским. При поддержке местной знати восстание было подавлено. Уцелевшие повстанцы затворились в Богоявленском монастыре. Несмотря на отчаянную оборону монастыря, которую вели монахи и монастырские крестьяне, 30 декабря 1608 года польские отряды ворвались в монастырь, разграбили его и сожгли.

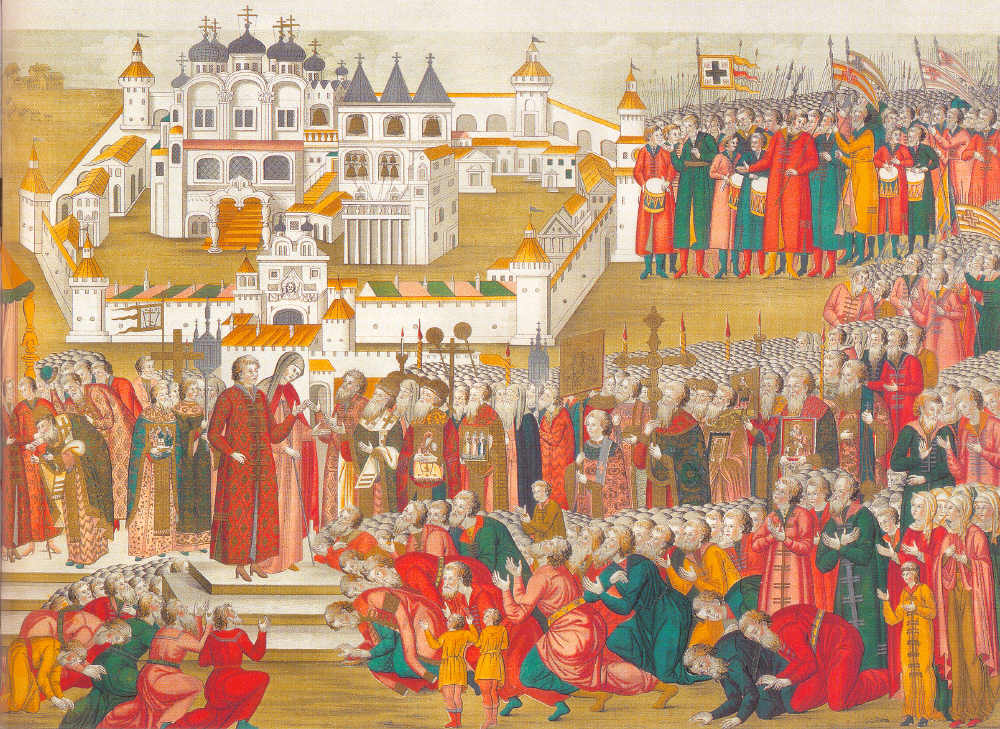
Призвание на царство Михаила Фёдоровича / Книга венчания на царство Михаила Фёдоровича Романова. 1672 год. Неизвестный автор

Но в конце февраля 1609 года костромичи восстали снова. Остатки перебитого тушинского гарнизона под руководством воеводы Никиты Вельяминова бежали в Ипатьевский монастырь. Сильно укреплённую крепость повстанцам взять не удалось: мощные каменные стены оборонялись 27 пушками. В конце апреля к монастырю подошло войско Василия Шуйского во главе с мангазейским воеводой Давыдом Жеребцовым и приступило к осадным работам. В мае того года пан Лисовский, сняв часть войска из-под Троицы, попытался деблокировать Ипатьевский монастырь, но потерпел неудачу. Тем не менее костромская цитадель была захвачена Жеребцовым лишь в сентябре 1609 года.
Костромские отряды влились в первое народное ополчение под руководством Прокопия Ляпунова, Ивана Заруцкого и князя Дмитрия Трубецкого, пытавшееся в 1611 году положить конец оккупации поляков в Москве.
В конце февраля — начале марта 1612 года через Кострому пролегал путь народного ополчения Кузьмы Минина и Дмитрия Пожарского. Костромской воевода Иван Шереметев не хотел пустить ополчение в город. Сместив Шереметьева и назначив в Костроме нового воеводу, ополченцы в первых числах апреля 1612 года выступили в Ярославль, где началась подготовка к освобождению Москвы.
В Ипатьевском монастыре в 1613 году был призван на царство Михаил Фёдорович Романов, и, таким образом, был положен конец Смуте, а Кострома стала «колыбелью» царской и императорской династии Романовых.

## Расцвет города в XVII веке

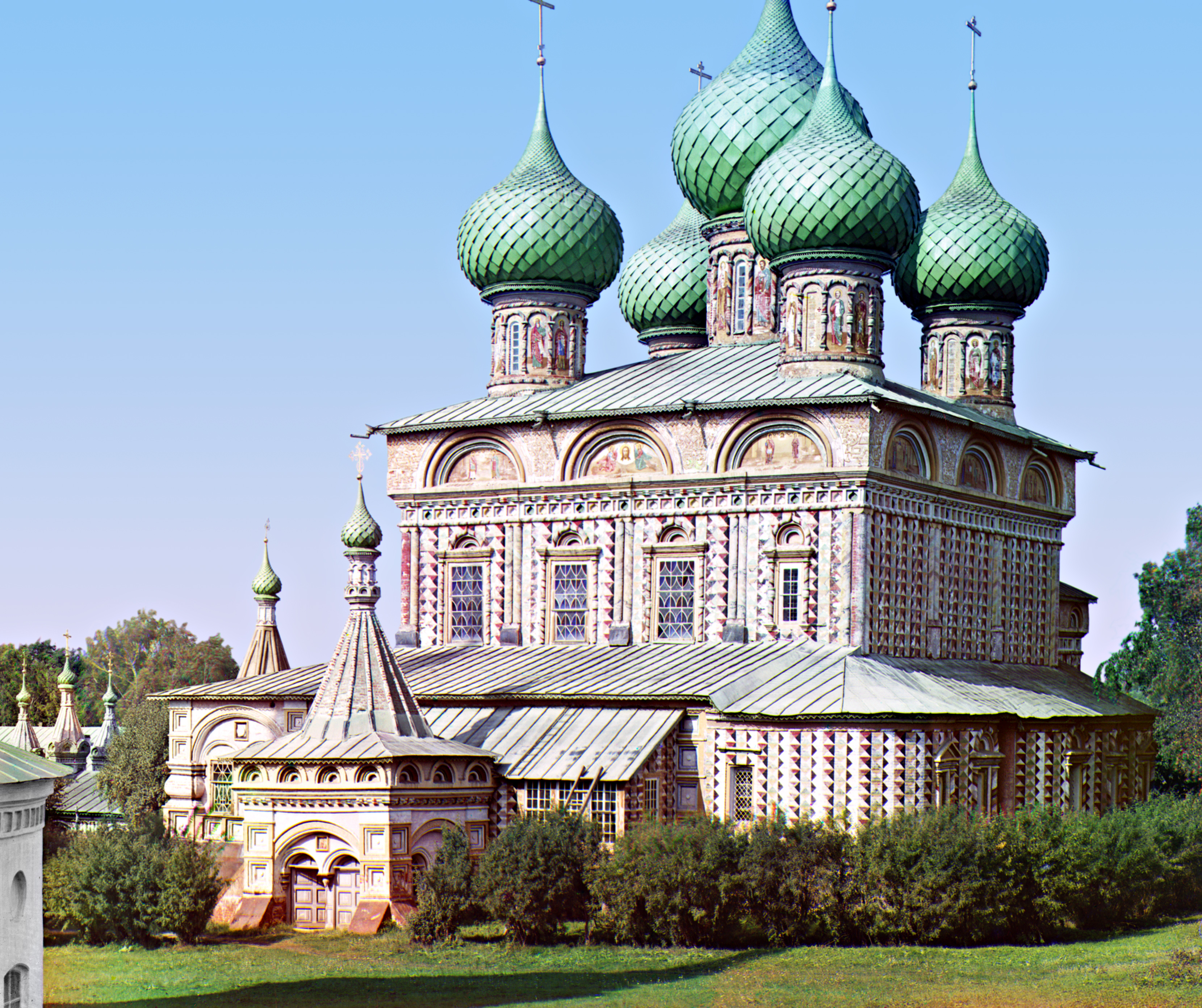
Церковь Воскресения на Дебре, первая половина XVII в.; фото С. М. Прокудина-Горского, 1910 г.

Разорение Костромы в Смуту не помешало ей быстро восстановиться. С 1620-х годов в городе фиксируется экономический подъём, связанный с усилением роли волжской торговли и процветанием соседнего Ярославля, перекрёстного пункта многих торговых путей. Кострома была первым городом вниз по Волге после Ярославля, что привлекало в город многочисленных ремесленников и купцов. В Костроме были заново отстроены оборонительные укрепления кремля, а вокруг раскинулся обширный торгово-ремесленный посад и слободы. К середине XVII в. Кострома по своему экономическому развитию и числу жителей становится третьим после Москвы и Ярославля крупным ремесленным городом Русского царства с развитым текстильным, кожевенным, мыловаренным, серебряным и иконописным производством.
В то время город разделялся на кремль (старый город), новый город и посад. Из уникальной росписи кремля 1678 года следует, что он был окопан глубокими рвами и обнесён земляными валами и деревянной стеной с многочисленными башнями. Помимо каменного Успенского собора, который был в XVII веке расширен, с прибавлением обширного Феодоровского придела, ближе к Волге стоял Здвиженский монастырь с шатровым храмом. В старинных описях также упоминается о существовании в кремле церквей Троицкой и Похвалы Богородицы.
Новый город, основанный в 1619 году посадскими жителями, был окружён стеной со рвами, 23 башнями и 6 воротами (ныне это территория центра города). По писцовым книгам 1628—30 гг. в нём было, не считая слобод, 2 собора, 4 монастыря, 8 4 приходские церкви, 1633 двора, 489 лавок и амбаров; по переписи 1650 года — уже 2068 дворов).

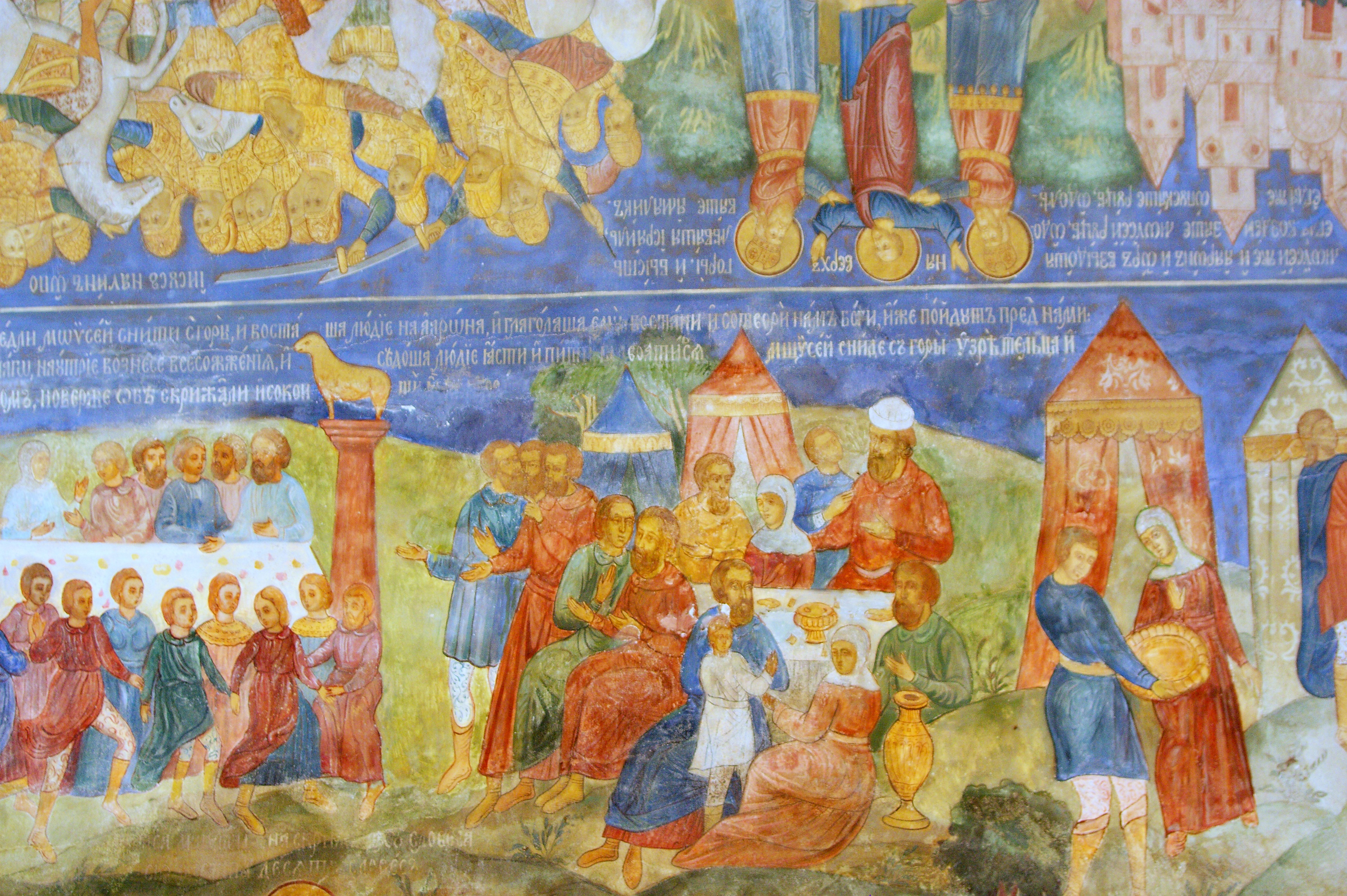
Фрагмент фресок Троицкого собора Ипатьевского монастыря; Гурий Никитин и др. (1685)

Получили развитие кузнечный, гончарный, строительный промыслы. Тогда же в Костроме возникает большой торговой центр с мясными, мучными, соляными, калашными, шубными торговыми рядами, в городе была учреждена английская фактория. Во второй половине XVII века в Костроме сформировалась выдающаяся школа фресковой и иконной живописи, самыми яркими представителями которой стали Гурий Никитин и Сила Савин. Их артели принадлежат уникальные росписи в крупнейших монастырях и храмах Москвы, Ярославля, Суздаля, Ростова Великого, Переславля-Залесского и других городов.

## Центр провинции (1708—1778)
В 1702 году Кострома была по количеству населения пятым городом России. В результате петровских реформ Кострома в 1708 году стала провинциальным городом Московской губернии. 16 июля 1744 года учреждена Костромская епархия.
14 мая 1767 года Кострому, тогда ещё провинциальный город, посетила императрица Екатерина II, совершавшая ознакомительную поездку по волжским городам на галере «Тверь». Царствующей особе и её многочисленной свите был оказан пышный приём со стороны восторженных костромичей: артиллерийский салют, беспрерывный звон колоколов, иллюминация, триумфальные арки. Представители различных сословий города — дворянства, купечества, духовенства — приветствовали императрицу. Все это произвело на неё, по-видимому, неизгладимое впечатление.
Узнав, что «как город сей, так и его уезд не имеют никакого герба», Екатерина II даёт поручение Геральдмейстерской конторе его создать:
Как Её императорское величество, в нынешнем 1767 году, во время своего, для утверждения благополучия нашего, от Твери до Казани по реке Волге на построенной нарочно для того галере, предпринятого путешествия, между прочими городами, по реке Волге лежащими, и город Кострому Высочайшего своего присутствия и посещения Всемилостливейше удостоить соизволила: того для, в память сего по реке Волге путешествия и представляется в сем гербе: в голубом поле галера под Императорским штандартом, на гребле плывущая по реке, натуральными цветами в подошве щита изображенной.
Таким образом, Кострома стала первым городом России, получившим собственный (городской) герб.

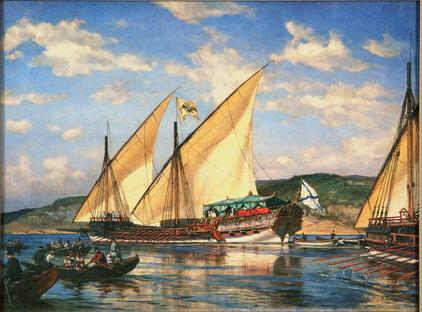
Галера «Тверь», 1879 (художник А. К. Беггров)
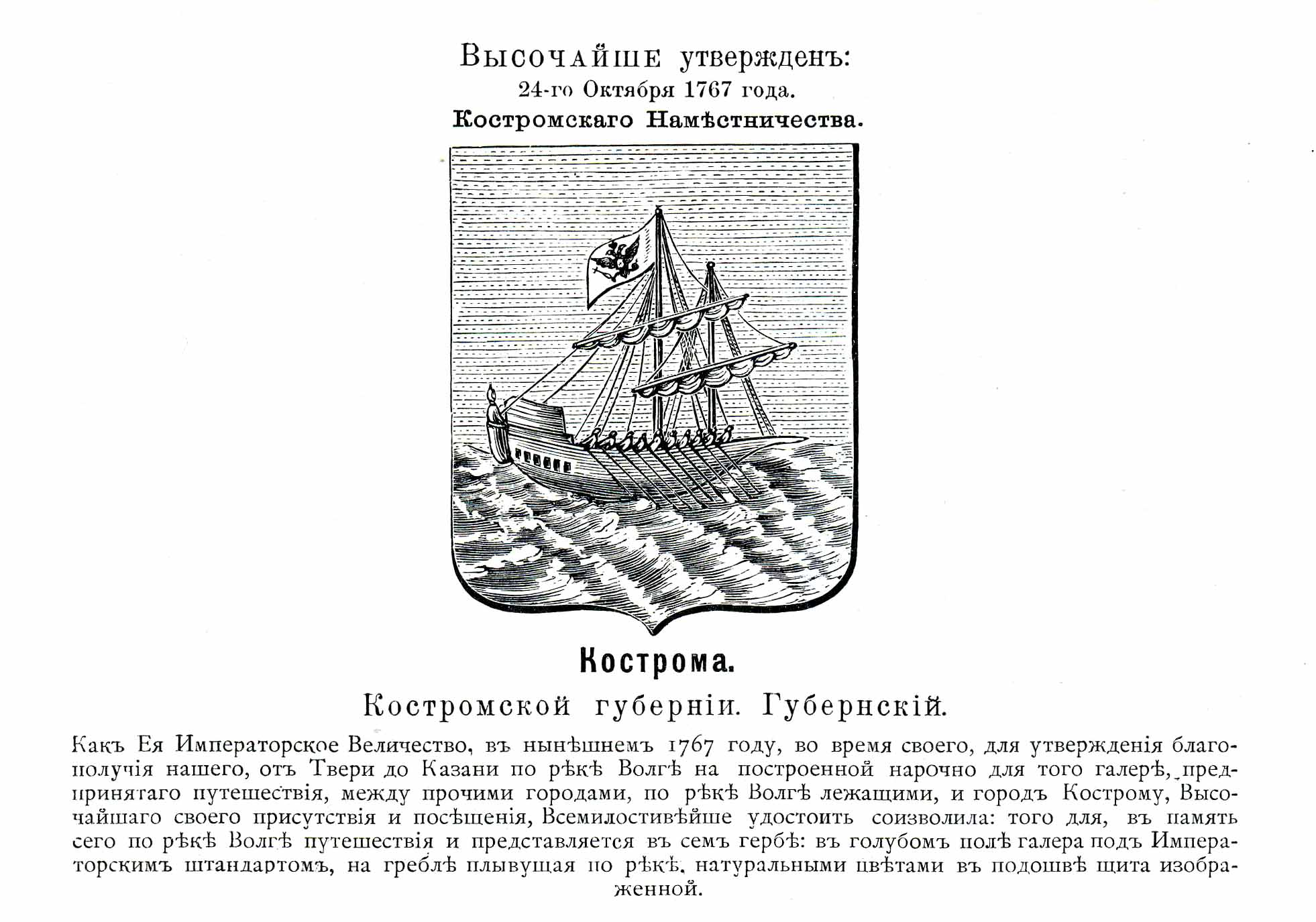
Герб города с официальным описанием (1767)

## Центр наместничества (1778—1796)

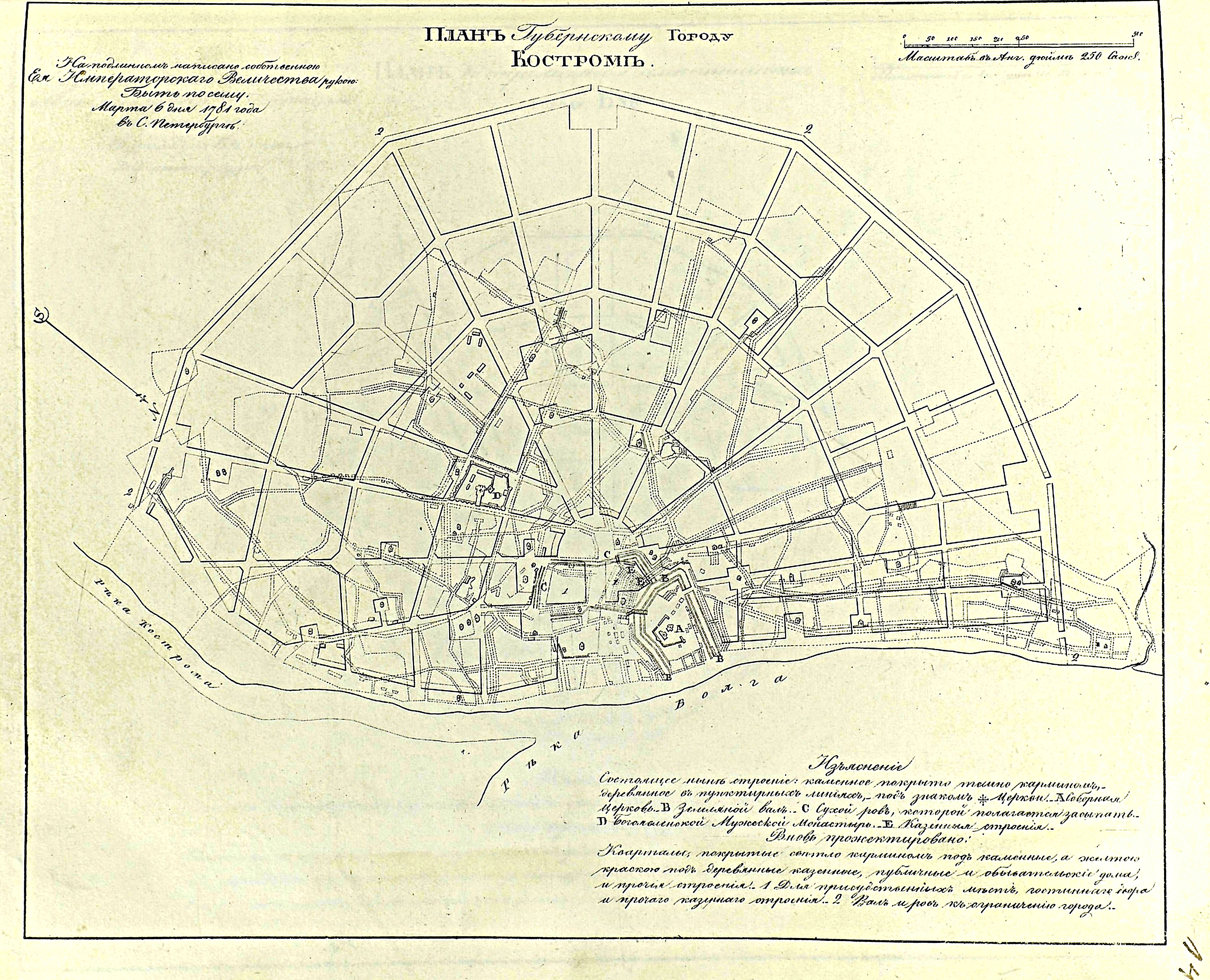
План губернскому городу Костроме (1781)

После страшного пожара 1773 года, уничтожившего деревянный город, правительством предпринимаются решительные шаги по преобразованию. С 1778 года Кострома стала центром Костромского наместничества. В 1781 году высочайше утверждается генеральный план застройки Костромы каменными зданиями. Город получает радиально-полукольцевую планировку, которую составляет стройная и развитая сетка улиц, расходящаяся веером от центральной Екатеринославской площади. Трехлучевая система Еленинской, Павловской и Марьинской дополнялась ещё несколькими улицами, соединявшими центр города с его окраинами, а Екатеринославской улицей — с набережной Волги. Всю систему радиальных магистралей пересекали три полукольца улиц с ломаной трассировкой.

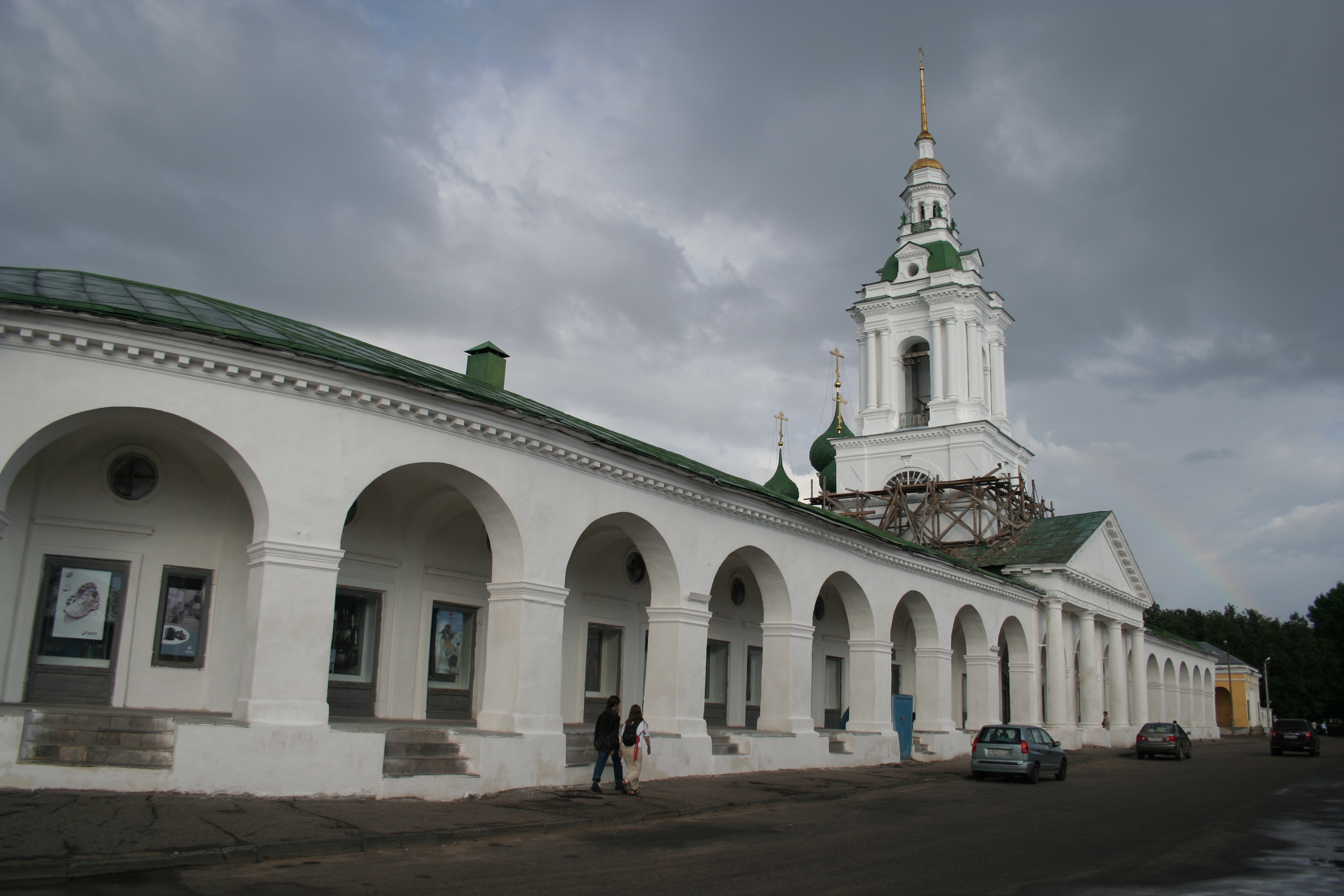
Гостиный двор

Начинается засыпка ставших ненужными оборонительных рвов, срыты, по большей части, валы вокруг кремля, началась застройка нынешнего центра города торговыми рядами и гражданскими зданиями. На месте сгоревшего деревянного кремля и древнего Здвиженского (Крестовоздвиженского) монастыря по проекту С. А. Воротилова к 1791 году заканчивается строительство Богоявленского собора и 64-метровой ярусной соборной колокольни — главной архитектурной доминанты дореволюционной Костромы.
С середины XVIII века началось развитие Костромы как текстильного центра: в 1751 году купцом И. Д. Углечаниновым была построена первая полотняная фабрика, а уже в 1790-х годах в городе работало 5 суконных фабрик. По объёму производимых льняных тканей Кострома вышла на первое место в России. Здесь также действовали 12 кожевенных и 18 кирпичных заводов, 6 суконных мануфактур, колокололитейный, изразцовый и другие заводы. Кострома стала крупной торговой пристанью на волжском транзитном пути, отправляя продукцию на рынки Ярославля, Вологды, Нижнего Новгорода, Москвы и Петербурга.

## Губернский город (1796—1917)

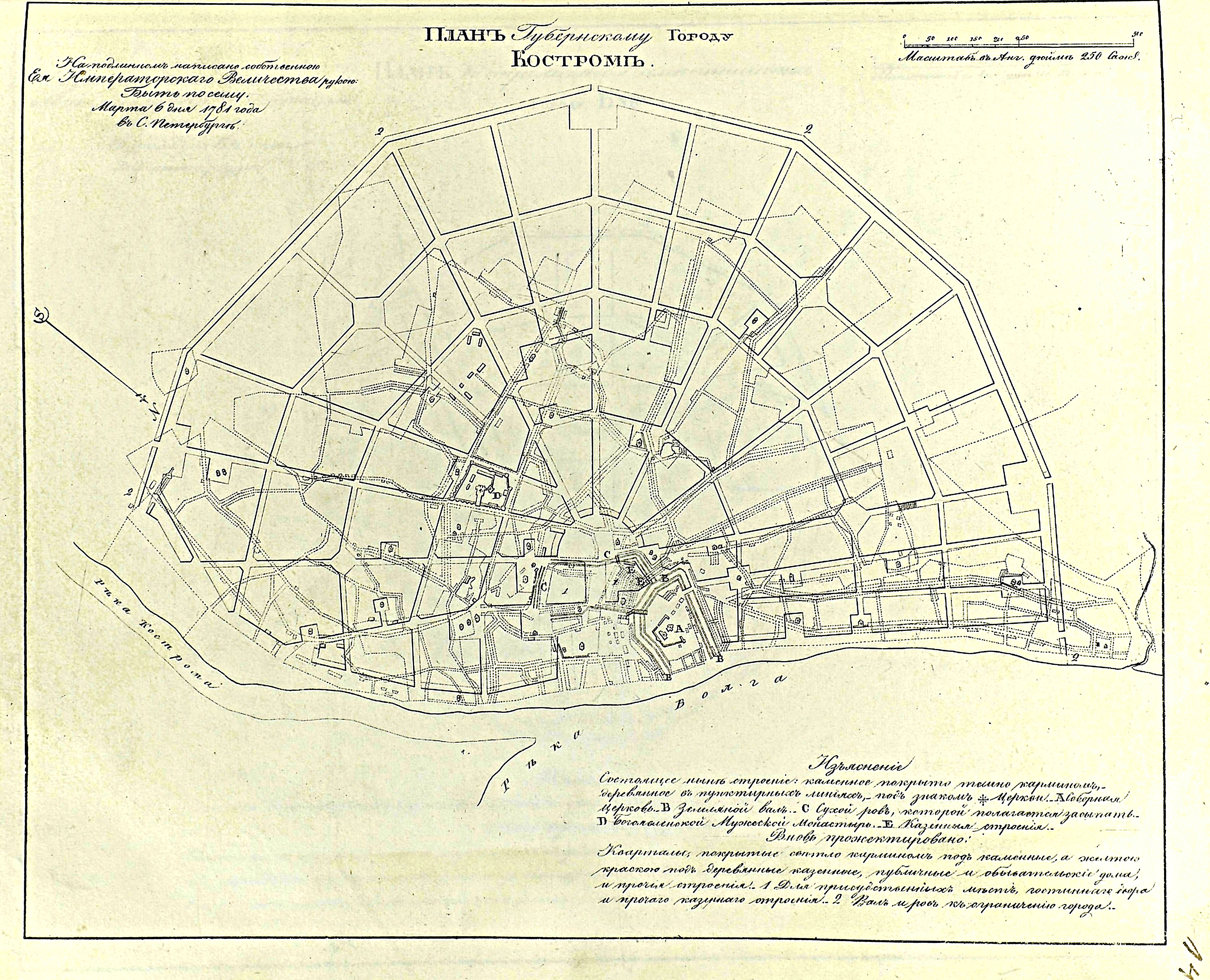
«Прожектированный» план города Костромы 1781 года из «Полного собрания законов Российской Империи. Книга чертежей и рисунков. Планы городов.»

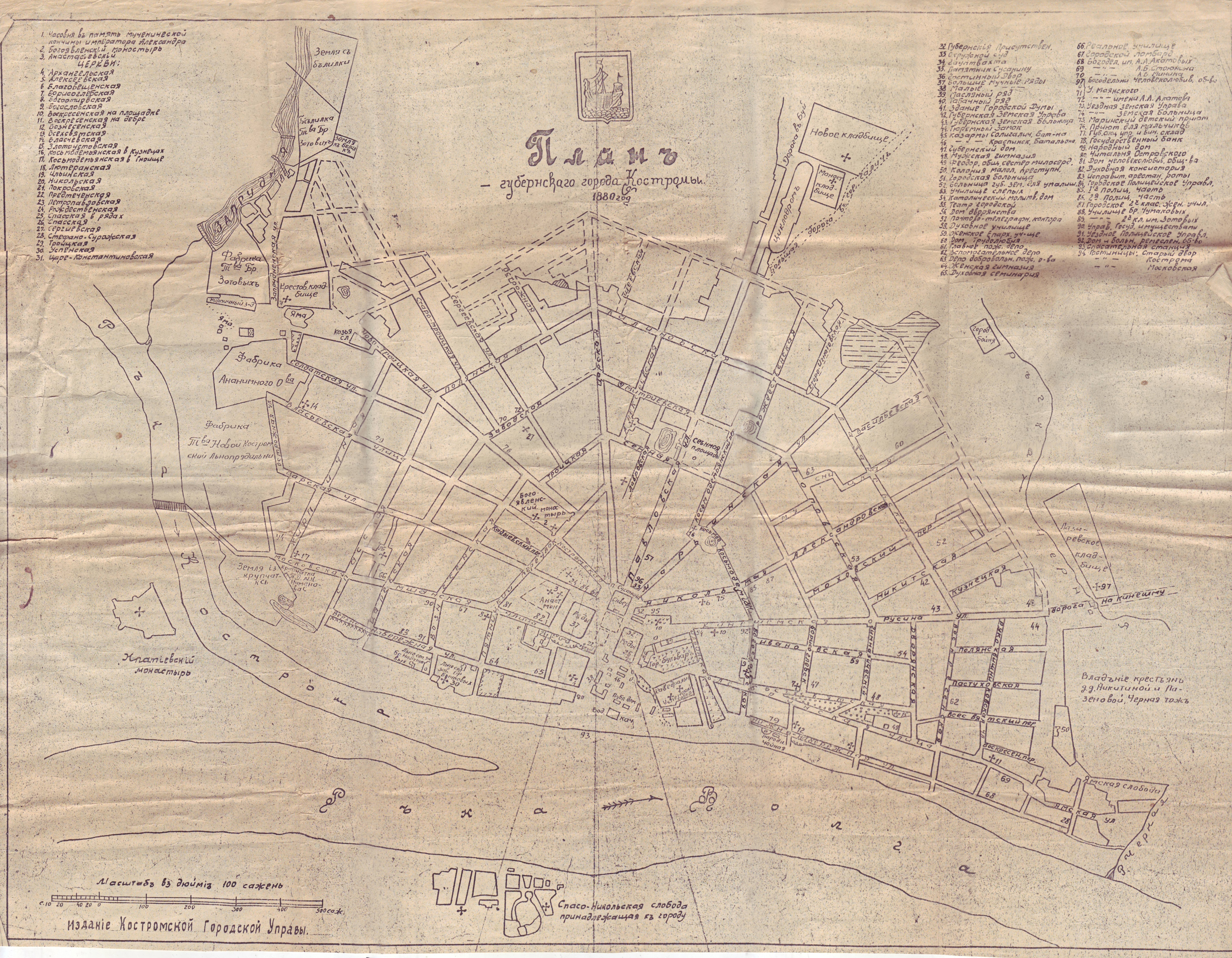
План Губернского города Костромы 1880 года. Издание Костромской городской управы

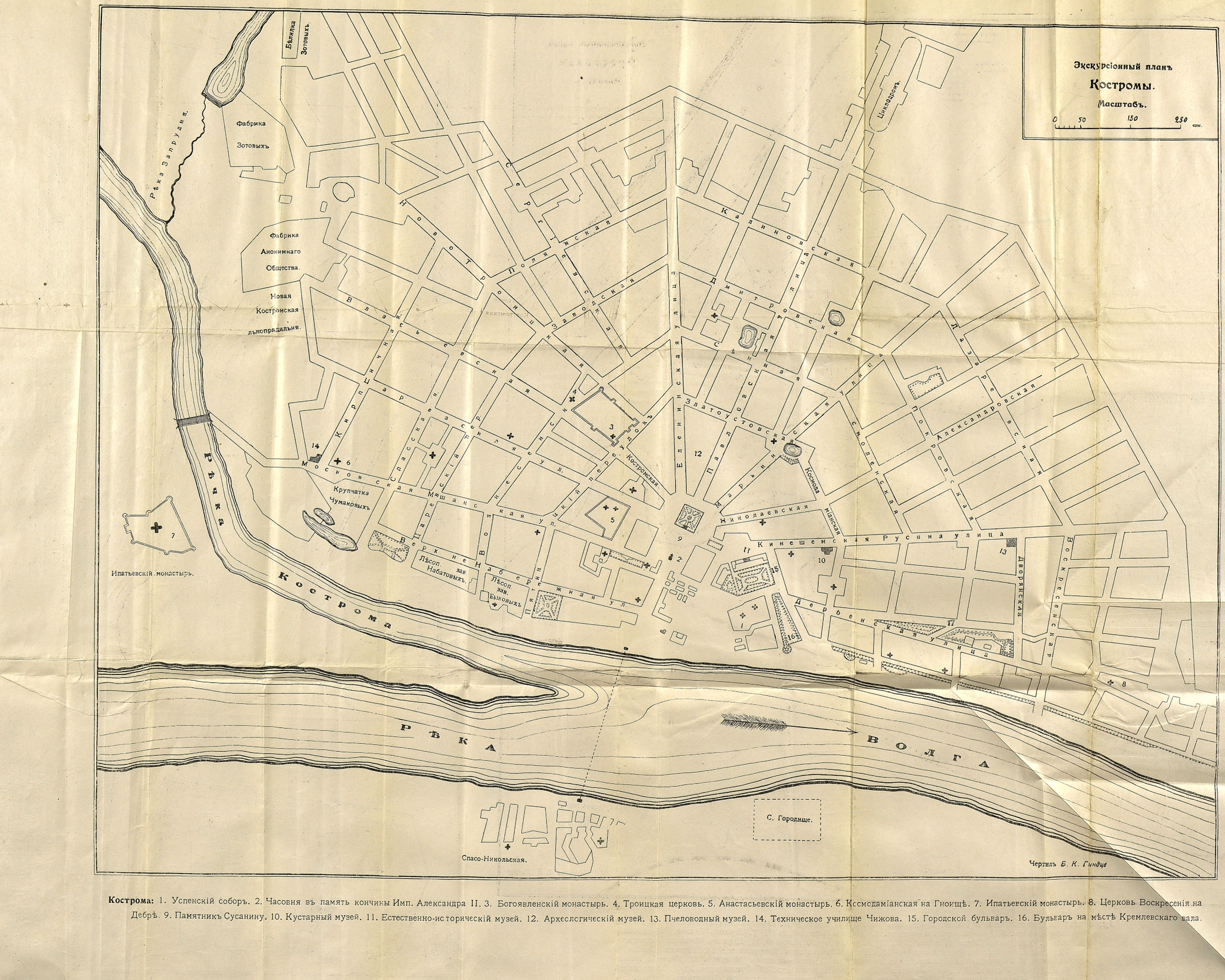
Экскурсионный план Костромы 1913 года. «Спутник экскурсанта № 5. Кострома-Ярославль-Ростов Великий» — М., 1913.

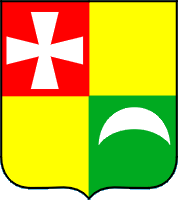
Герб Костромы с 1796 по 1878 год

В декабре 1796 года указом императора Павла I город стал центром созданной Костромской губернии. В 1797 году Павел I побывал в Костроме и даровал городу странный герб с изображением серебряных лапчатого креста и полумесяца рогами вниз взамен екатерининского с галерой.
В правление Александра I продолжилось формирование архитектурного ансамбля центра города. Среди гражданских построек того времени выделяются здания гауптвахты, пожарной каланчи, комплекс Московской заставы (архитектор П. И. Фурсов), Присутственные места (архитекторы А. Д. Захаров и Н. И. Метлин), дом С. С. Борщова (архитектор Н. И. Метлин). В 1804 году Главное народное училище было преобразовано в четырёхклассную мужскую гимназию, располагавшуюся в начале Всехсвятской улицы.
Визиту в Кострому Николая I в 1835 году город обязан переименованием центральной Екатеринославской площади в Сусанинскую и указом о возведении памятника царю Михаилу Фёдоровичу и крестьянину Ивану Сусанину (открыт 14 марта 1851 года). С 1838 года начинает еженедельно выходить первое периодическое издание — газета «Костромские губернские ведомости» (позже два раза в неделю).
В 1858 году в Кострому приезжает император Александр II и императрица Мария Александровна, а летом 1881 года — император Александр III с императрицей Марией Фёдоровной, наследником Николаем Александровичем и великими князьями Георгием и Алексеем.
В 1866 году открылась фабрика Товарищества «Новой (Большой) Костромской мануфактуры», основанная братьями П.М. и С. М. Третьяковыми, В. Д. Коншиным. В 1890 году — это крупнейшая в мире льнопрядильня: по числу веретен она уже превосходит льнопрядильные фабрики Швеции, Голландии и Дании вместе взятые. Общая стоимость выпускаемой продукции составляла почти 4 млн рублей. Доходы с этого предприятия во многом составили Павлу Третьякову возможность собрать свою знаменитую коллекцию живописи.
В 1870 году в Костроме построен первый водопровод, в том же году открывается первая в России всесословная Григоровская женская гимназия.

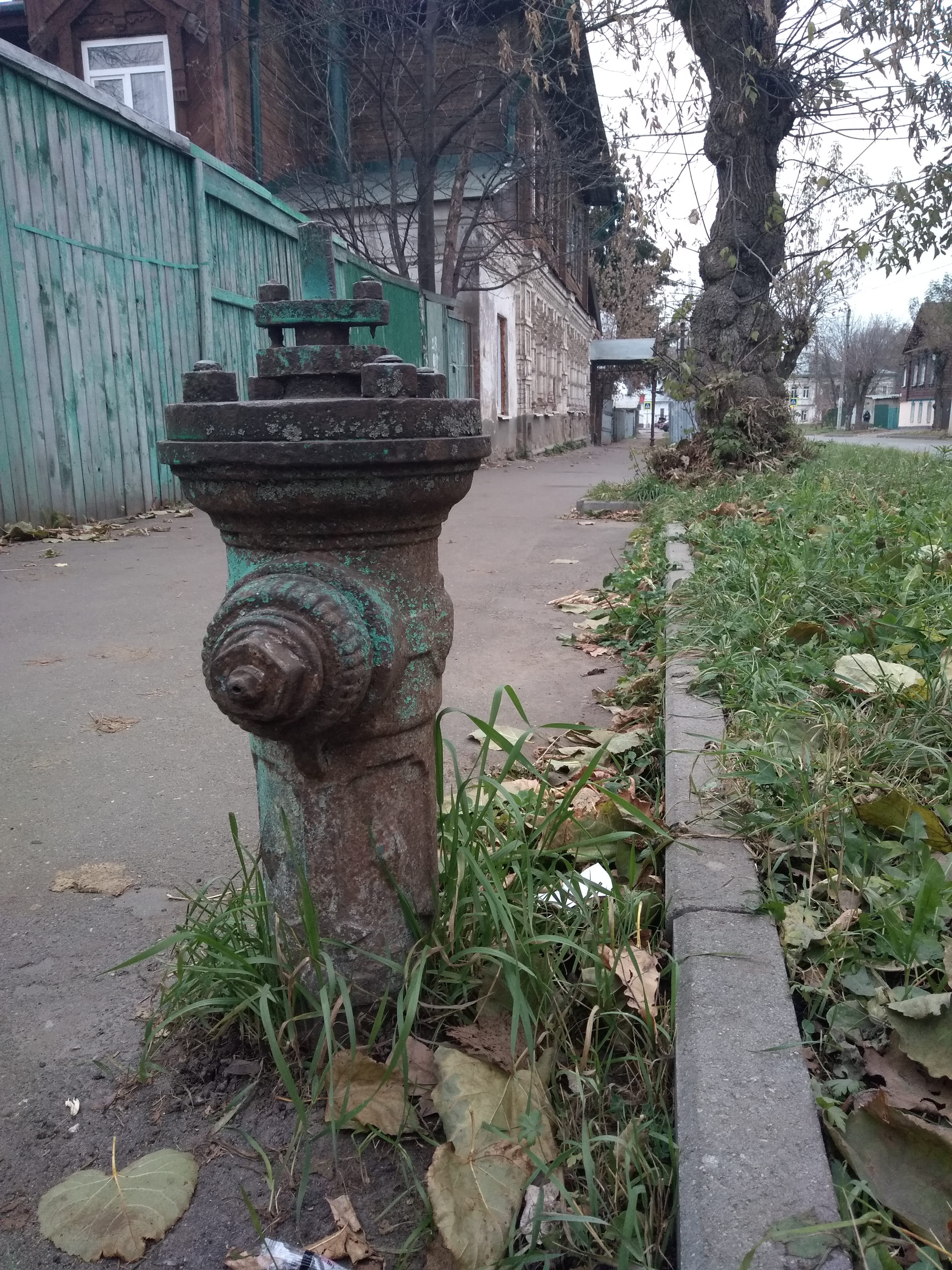
Пожарный гидрант второй линии водопровода запущенной к 1913 году, к приезду императора Николая II

21.04.1878-24.05.1884 костромской губернатор Андреевский Николай Ефимович. При его руководстве были открыты Общество костромских врачей (1879), Комиссия по устройству народных чтений (06.03.1883), почтово-телеграфная контора (18.10.1880) и пр.
В 1891 году в Костроме открылся музей древностей, ставший прообразом будущего Романовского музея.
В 1887 году к городу подошла железная дорога со стороны Ярославля. Однако мостового сообщения станции, построенной на правом берегу Волги, с основной частью города не было. Более того, проектируемый Великий Сибирский путь обошёл Кострому с севера, что на долгие годы оторвало губернский центр от железнодорожной системы страны.
Жителей в Костроме в 1894 году насчитывалось 33 012 чел. (в том числе 16037 женского пола): «дворян 1875, духовного сословия 216, почетных граждан и купцов 625, мещан 20811, крестьян 7560, военного сословия 1480, проч. сословий 445; православных 31362, раскольников 202, католиков 328, протестантов 310, евреев 428, магометан 159, проч. исповеданий 223». Церквей было 36.
В 1894 году в Костроме открылось первое в России низшее химико-техническое училище, построенное на частные средства Ф. В. Чижова. В 1895 году в Костроме построено первое пятиэтажное здание (общежитие для рабочих и служащих Товарищества Ново-Костромской льняной мануфактуры).
В 1910 году улицы Костромы освещали 740 фонарей «Россия» системы Галкина с керосино-калильными горелками, которые обслуживались 23 фонарщиками.

Виды Костромы начала XX века
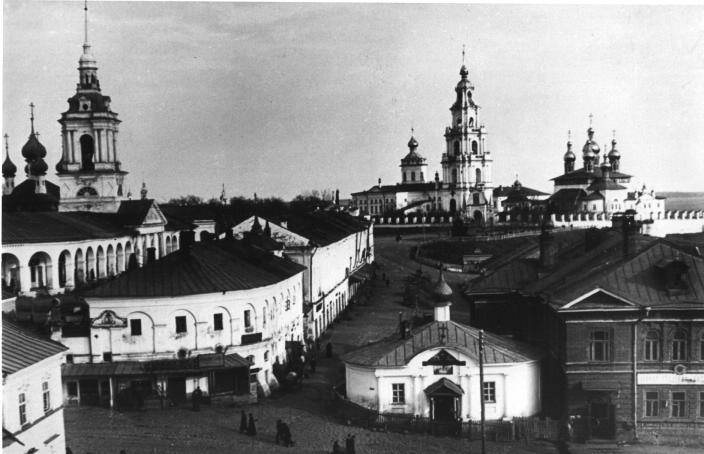
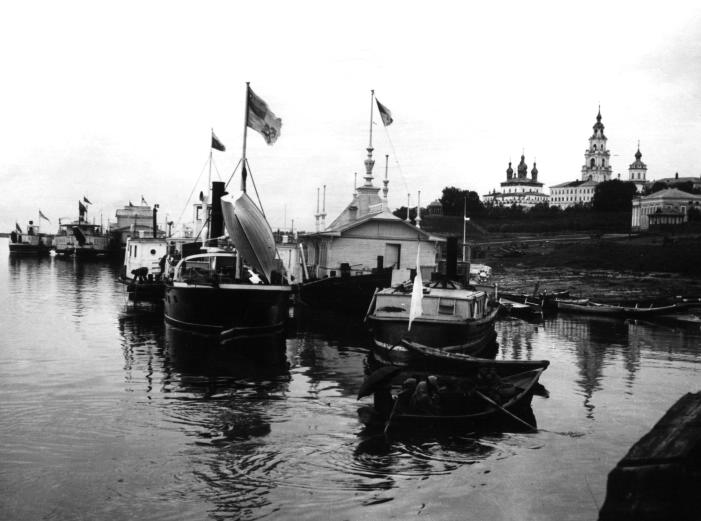
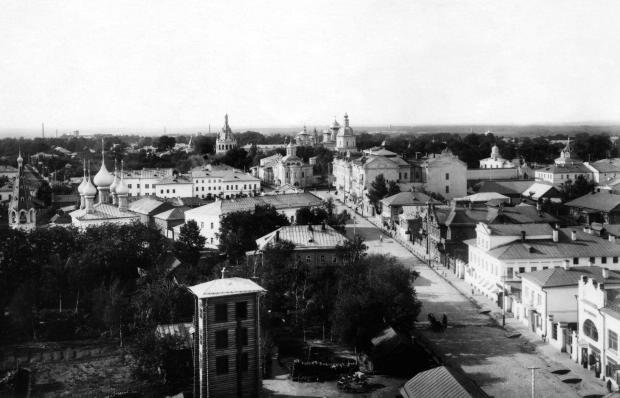
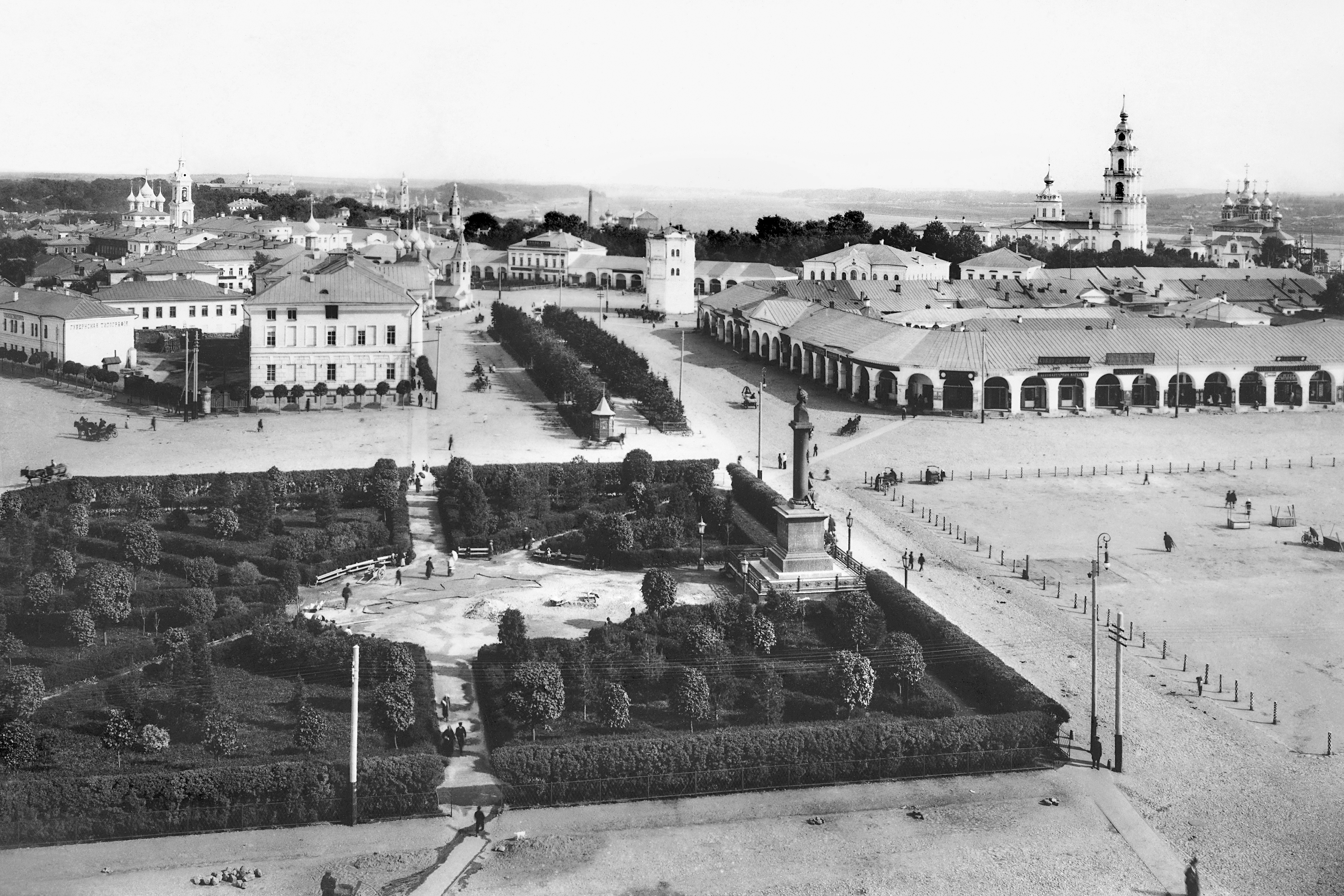
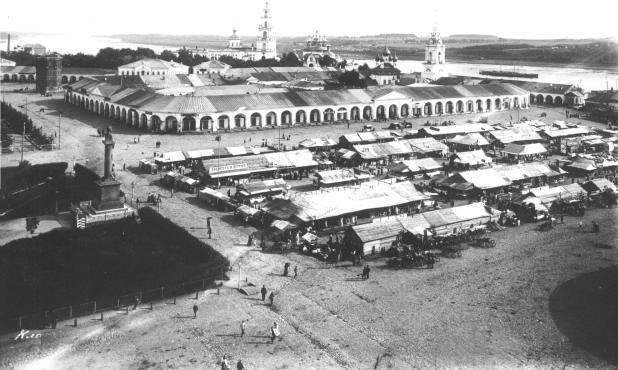
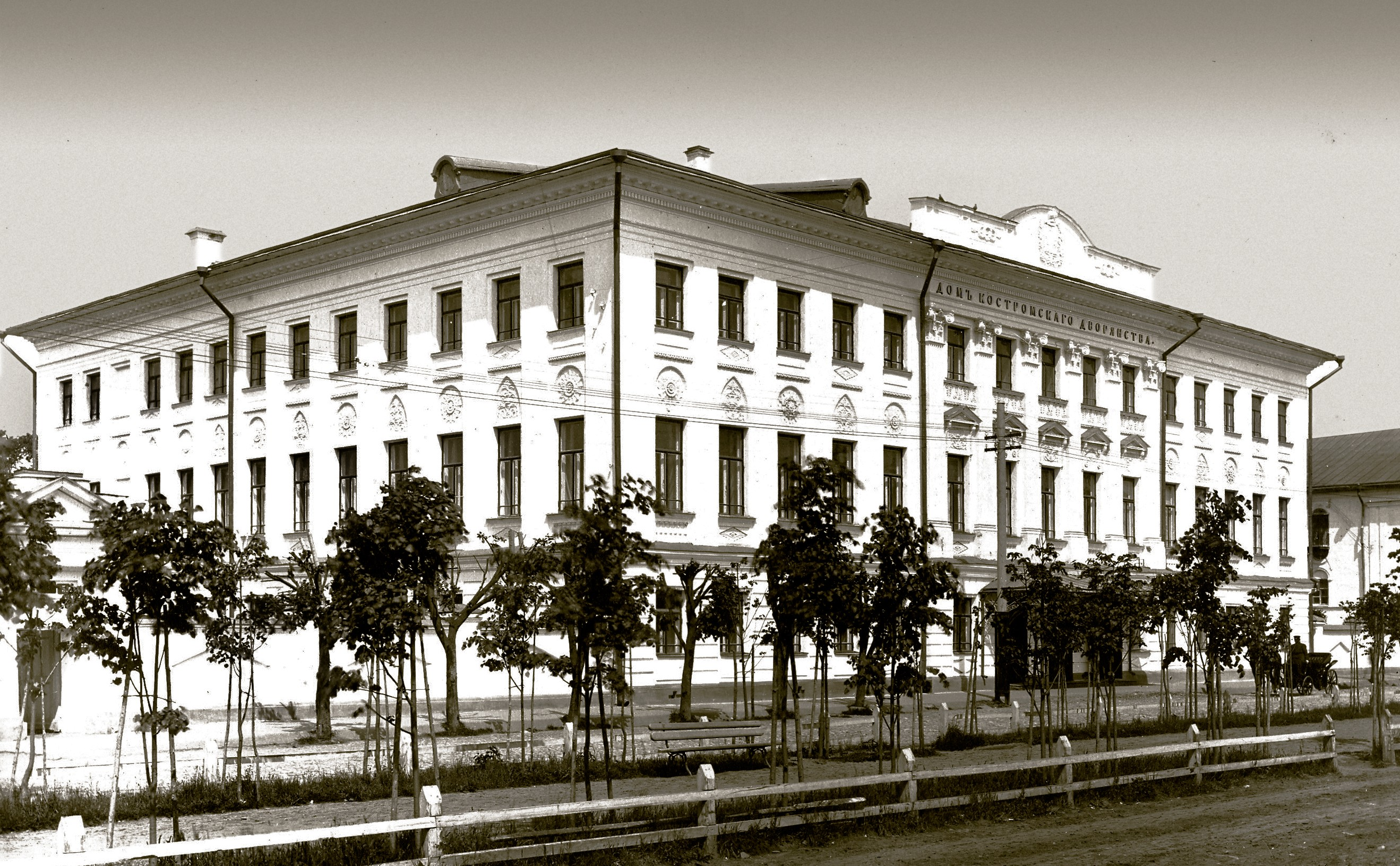

## Кострома в начале XX века

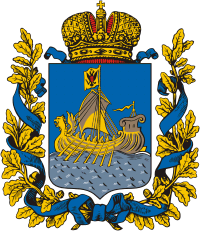
Герб Костромы с 1878 по 1917 год

Начало XX века ознаменовалось оживлением социальной и экономической активности в городе. Рост капитализма, жестокая эксплуатация, тяжелое экономическое положение вызвали огромное рабочее движение. Уже в 1900 году рабочие кружки объединились в социал-демократическую организацию. Забастовочное движение увеличивалось. Летом 1905 года трехнедельная забастовка на текстильных фабриках завершилась победой рабочих: во время забастовки был избран Совет депутатов-стачечников, большинство членов которого впоследствии вошли в состав Совета рабочих депутатов, второго (после Иваново-Вознесенского) в России.
В это же время значительная часть рабочих, разочаровавшаяся в стачечной борьбе и недовольная дестабилизацией привычной жизни, вливается в погромное движение, ставшее противовесом революционной борьбе. Так, 19 октября 1905 года в связи с опубликованием царского манифеста на митинг возле памятника Сусанину собралось несколько сот рабочих и учащейся молодежи. Выступали ораторы. В это же время местный «Союз русского народа» собрал мелких торговцев, приказчиков, кустарей, ломовых извозчиков и зимогоров с Молочной горы, которых натравила на участников митинга. С криками: «Бей крамольников!», они оглоблями, палками, камнями и ножами начали разгонять и избивать митингующих. Семинарист В. А. Хотеновский был убит на месте, свыше ста человек было покалечено, из которых некоторые умерли от побоев в последующие дни.
В 1913 году Кострома, традиционно именуемая «колыбелью Дома Романовых», стала одним из центров юбилейных торжеств в честь 300-летия дома Романовых. Подготовка к празднованию ознаменовалась существенными градостроительными преобразованиями, осуществлёнными на государственные средства и частные пожертвования: открыта вторая очередь водопровода, благоустроен центр, заложен фундамент грандиозного памятника 300-летию династии Романовых, построен целый ряд гражданских сооружений. 7 декабря 1912 года дала ток первая в Костроме дизельная электростанция мощностью 432 кВт, и на улицах губернского центра зажглись 156 электродуговых фонарей.
19-20 мая 1913 года город посетил император Николай II с семьёй, в их присутствии был заложен грандиозный памятник, открыты Романовский музей и комплекс зданий Феодоровской общины сестер милосердия с больницей Красного Креста (архитектор Н. И. Горлицын).

Романовские торжества в Костроме 1913 г.
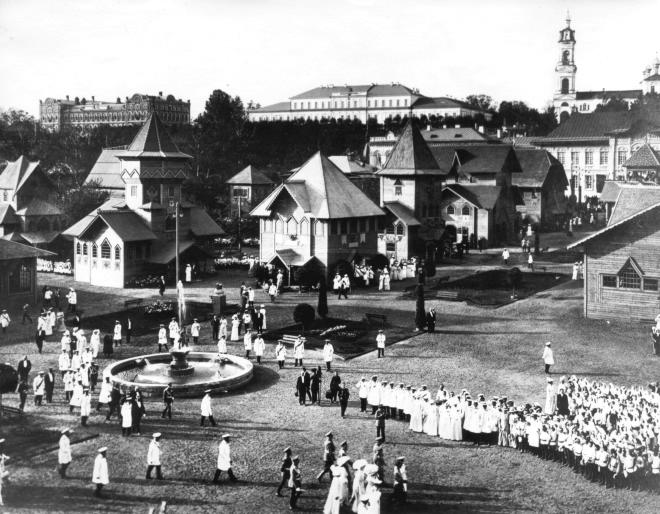
Общий вид губернской юбилейной выставки
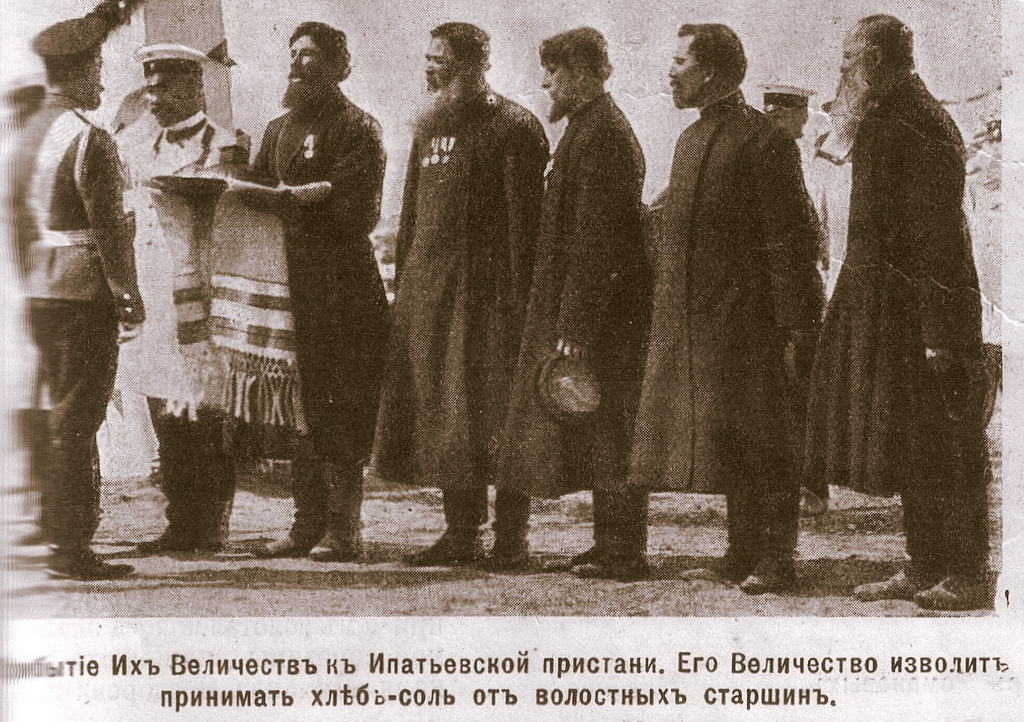
Встреча императора Николая II в Костроме
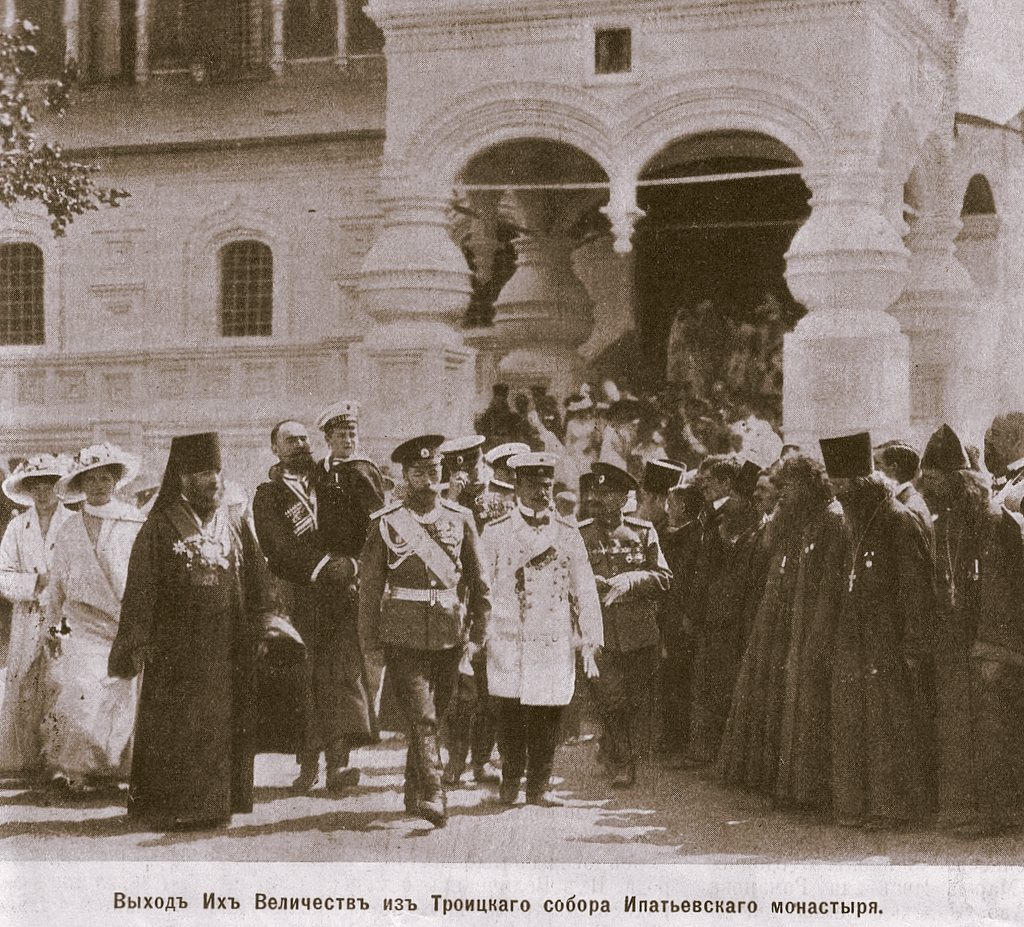
Выход Николая II с семьёй и свитой из Троицкого собора
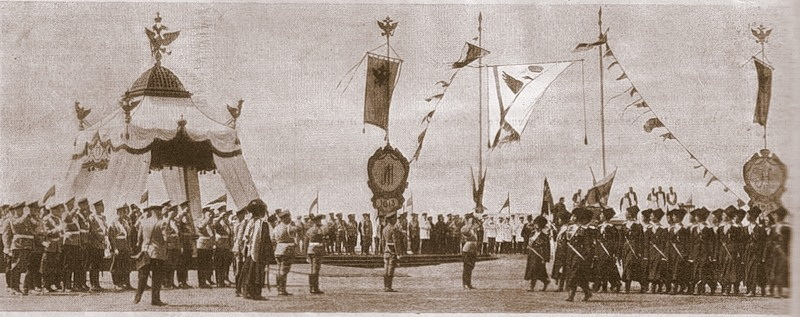
Парад войск после закладки памятника
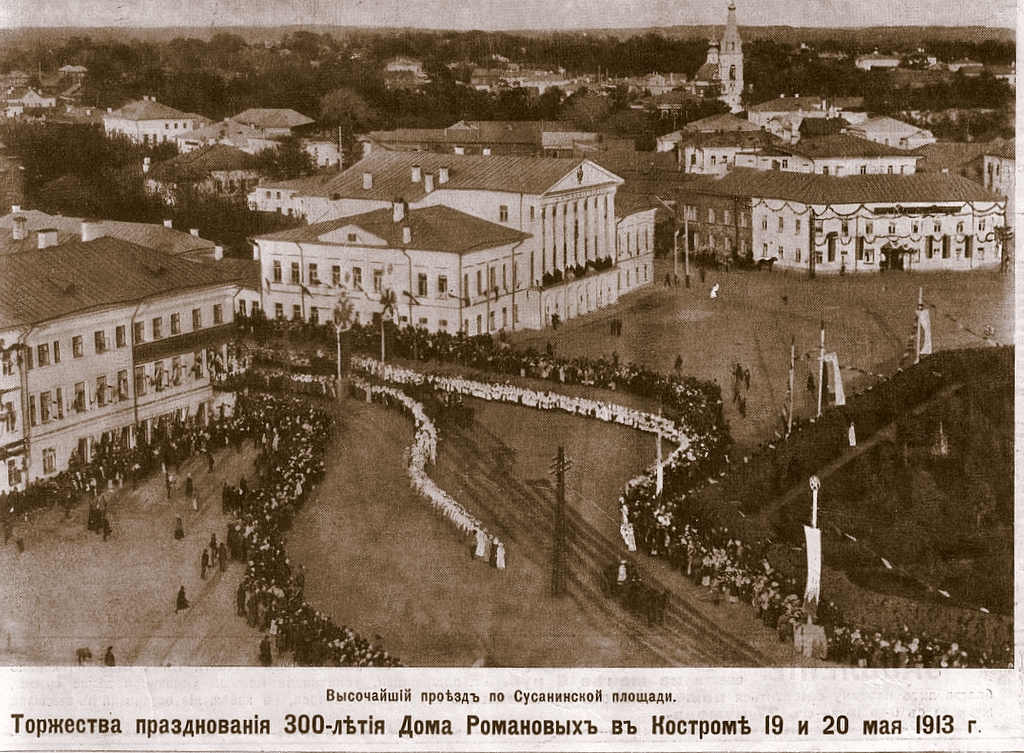
Высочайший проезд по Сусанинской площади
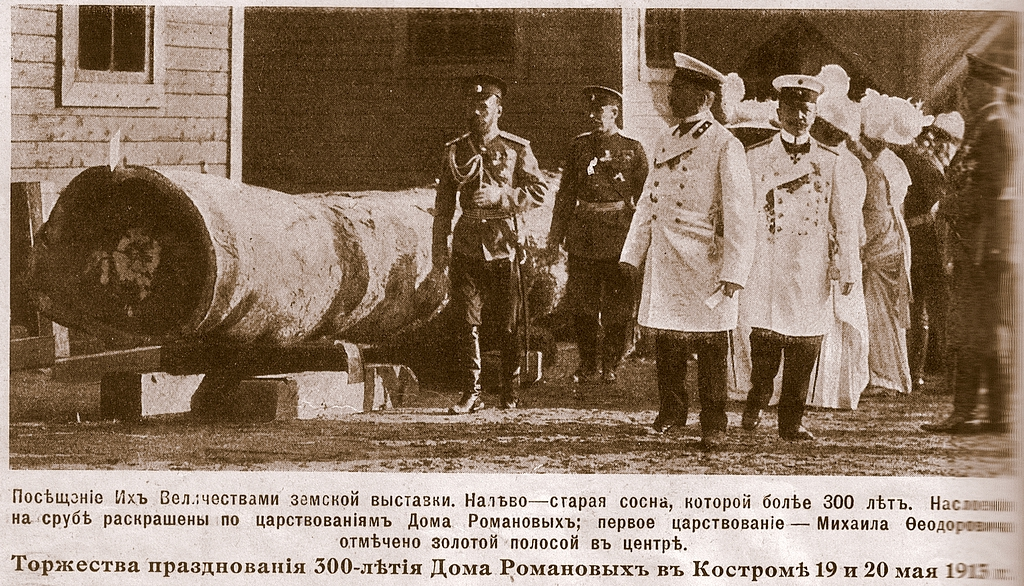
Николай II осматривает спил 300-летней сосны

## Советский период (1917—1944)

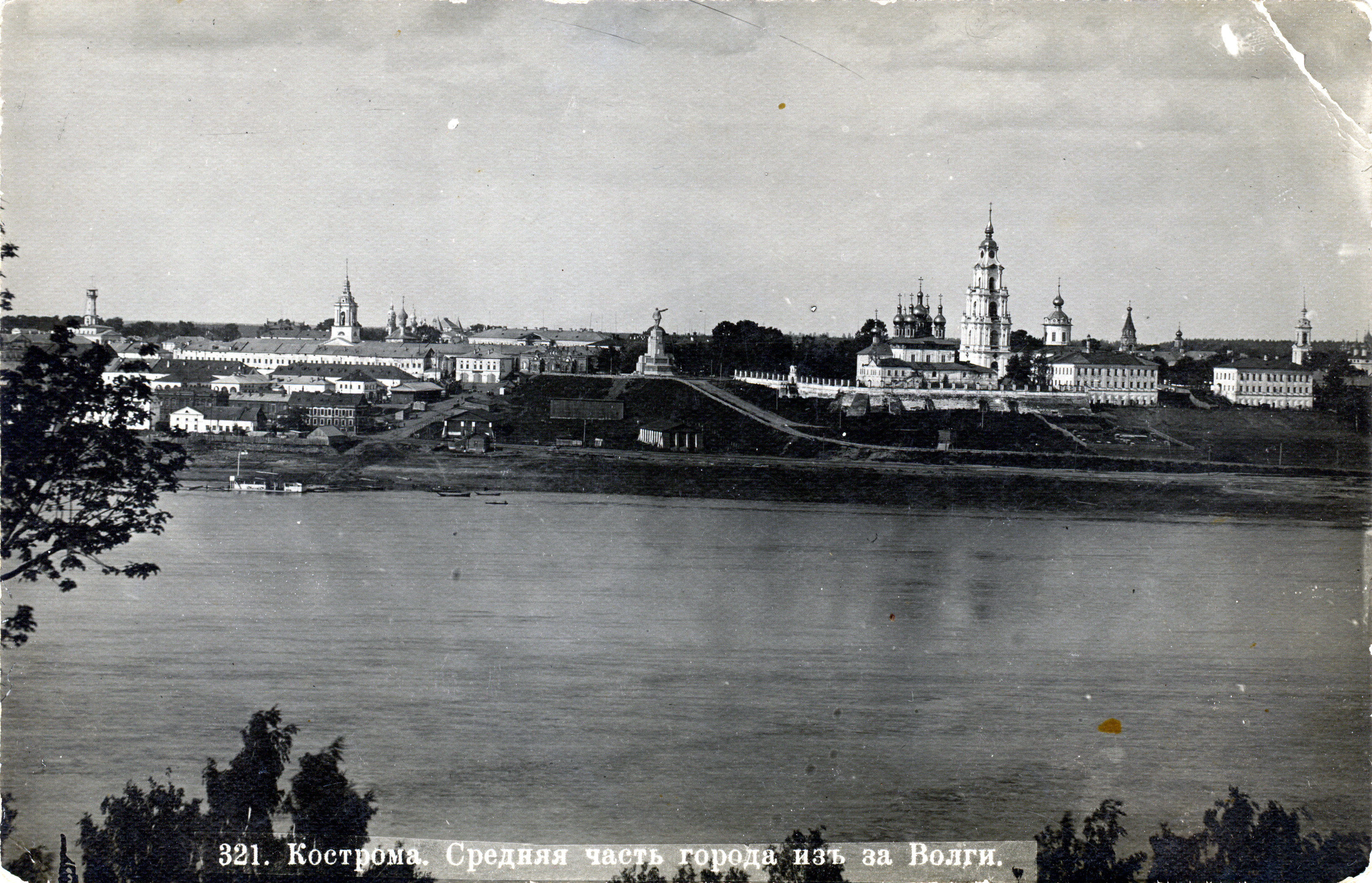
Вид на центральную часть Костромы из-за Волги (между 1928 и 1934 гг.)

Советская власть в городе провозглашена 29 октября (11 ноября) 1917 года. Однако ещё до Октябрьского вооружённого восстания в Петрограде местные большевики фактически обладали реальной властью. На выборах в городскую Думу в июне 1917 года большевики получили 34 места (эсеры — 17, меньшевики — 12). Провозглашение Советской власти в стране II-м Всероссийским съездом Советов узаконило и упрочило их положение как полновластных хозяев города. Достаточно сказать, что последний городской голова Костромы А. А. Языков стал первым председателем исполкома Совета рабочих, крестьянских и красноармейских депутатов.

27 сентября 1918 года в Костроме началось формирование 19-й бригады. Тяжелые были условия—требовалось подкрепление на фронт. Нужно было спешить. Формирование проходило под непосредственным руководством покойного вождя Михаила Васильевича Фрунзе.— 7-я Черниговская (Владимирская) имени «Юго-Сталь» стрелковая Краснознаменная дивизия: История боевой и мирной жизни за 10 лет. — Чернигов: Издание Политотдела. Государственная Типография, 1928. Архивировано 26 апреля 2014 года..

Карта Костромы и окрестностей 1929 года. И. В. Базлов «Лоцманская карта реки Волга от Рыбинска до Нижнего Новгорода» — НКПС, Н.Новгород 1929

14 января 1929 года постановлением ВЦИК СССР Костромская губерния упраздняется. Кострома теряет статус губернского города и включается в состав сначала Ивановской, а затем Ярославской области.
Индустриализация выразилась в форсированном развитии предприятий текстильной, лёгкой и деревоперерабатывающей промышленности, а также текстильного машиностроения.
Крупнейшей стройкой первой пятилетки было возведение железнодорожного моста через Волгу, жизненная необходимость которого для Костромы назрела ещё в конце прошлого века. Ночью 29 февраля 1932 года левобережная и правобережная части моста были сомкнуты. Мост позволил обеспечить бесперебойный вывоз продукции текстильных и лесоперерабатывающих предприятий. По проекту инженера И. Д. Зворыкина строится льнофабрика, на которой были механизированы трудоёмкие процессы. Строительство производственных корпусов и жилых зданий для рабочих было закончено в 1935 году, в 1936—1938 годах осуществлялись работы по монтажу оборудования. К концу 1930-х годов численность населения выросла почти вдвое за счёт притока рабочей силы из крестьян. В 1932 году создан текстильный институт, а в 1939 году — учительский институт.

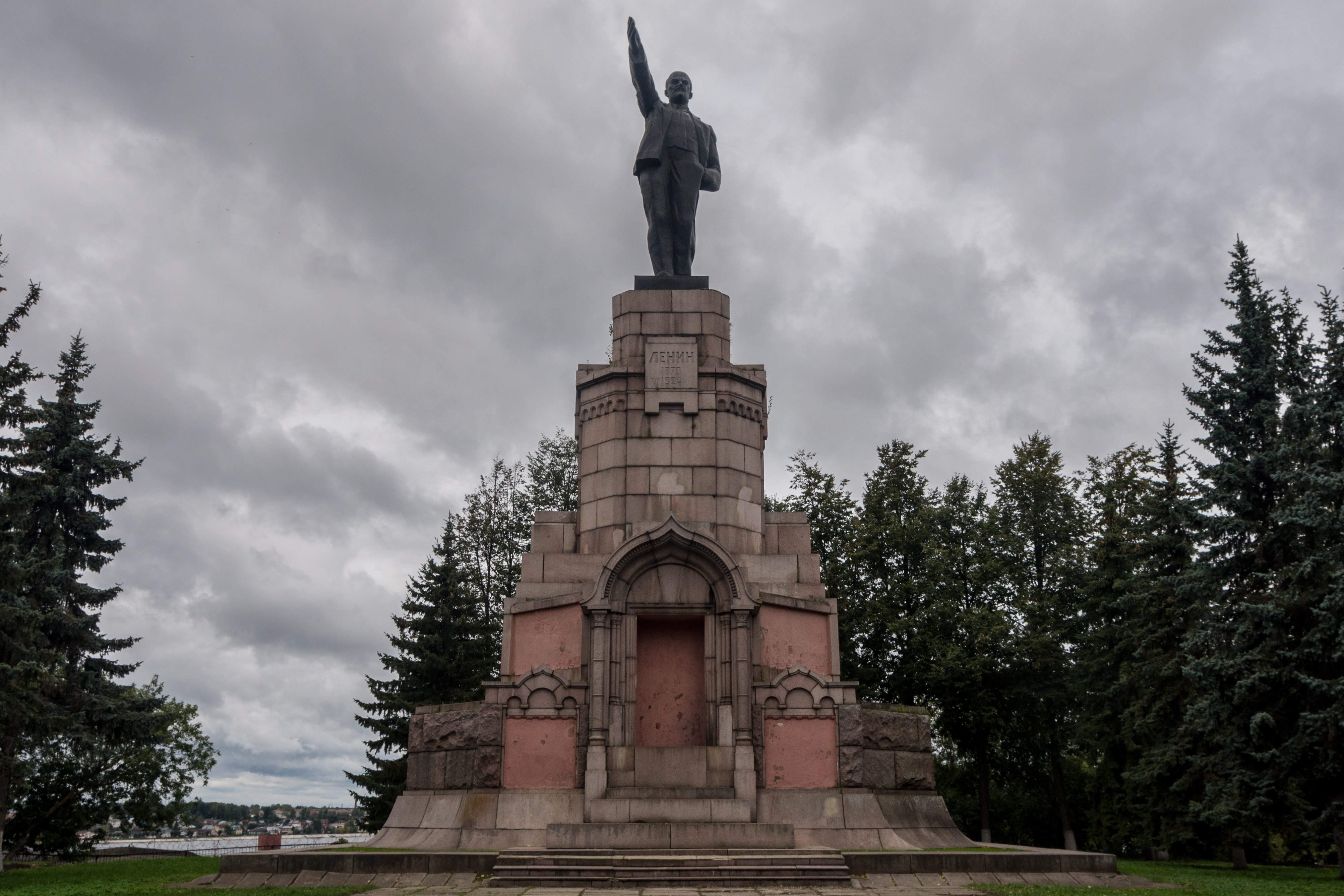
Скульптура В. И. Ленина на постаменте памятника в честь 300-летия дома Романовых

В 1930-х годах в городе было разрушено или перестроено множество храмов. Наиболее известно разрушение Костромского кремля в 1934 году, церквей и часовен в центре. Ещё ранее, в сентябре 1918 года, Сусанинская площадь была переименована в площадь Революции, и начато уничтожение памятника подвигу Ивану Сусанину (полностью демонтирован к 1934 году).
В годы Великой Отечественной войны в Кострому были эвакуированы госпитали, военные училища и гражданское население. Близ Костромы осенью 1941 года формировалась Ярославская коммунистическая дивизия. Тысячи костромичей за подвиги на фронте и тылу награждены орденами и медалями, 29 из них удостоены звания Героя Советского Союза.

## Кострома во второй половине XX века
13 августа 1944 года город Кострома становится административным центром вновь образованной Костромской области.
В 1950—1980-е гг. в Костроме, кроме текстильной и деревообрабатывающей промышленности, получают интенсивное развитие новые перспективные отрасли: энергетика, машиностроение и металлообработка, радиоэлектроника и приборостроение.
В это время осуществляется интенсивное промышленное и жилищное строительство: формируются промышленные зоны и жилые микрорайоны. Появляются новые и модернизируются имеющиеся объекты социально-бытовой инфраструктуры (лечебный корпус областной больницы (1981), станция скорой медицинской помощи (1982), цирк (1984), здание архива Костромской области (1984), филармония (1988) и др.).
Получила развитие туристическая инфраструктура, в 1958 году на базе Ипатьевского монастыря организуется историко-архитектурный музей-заповедник, за южной стеной монастыря вдоль левого берега речки Игуменки в 1960-е гг. формируется музейный комплекс деревянного зодчества. В 1970 году открыто движение по автопешеходному мосту через реку Волгу; в 1972 году начато движение троллейбусов; в 1986 году автопешеходный мост через реку Кострому соединил территорию Ипатьевской слободы с центральной частью города. На левом берегу Волги построен гостиничный комплекс «Волга» (1977). В 1987 году в Костроме впервые прошёл праздник — День города, совпавший с его 835-летием.